# Lista de departamentos de Burquina Fasso

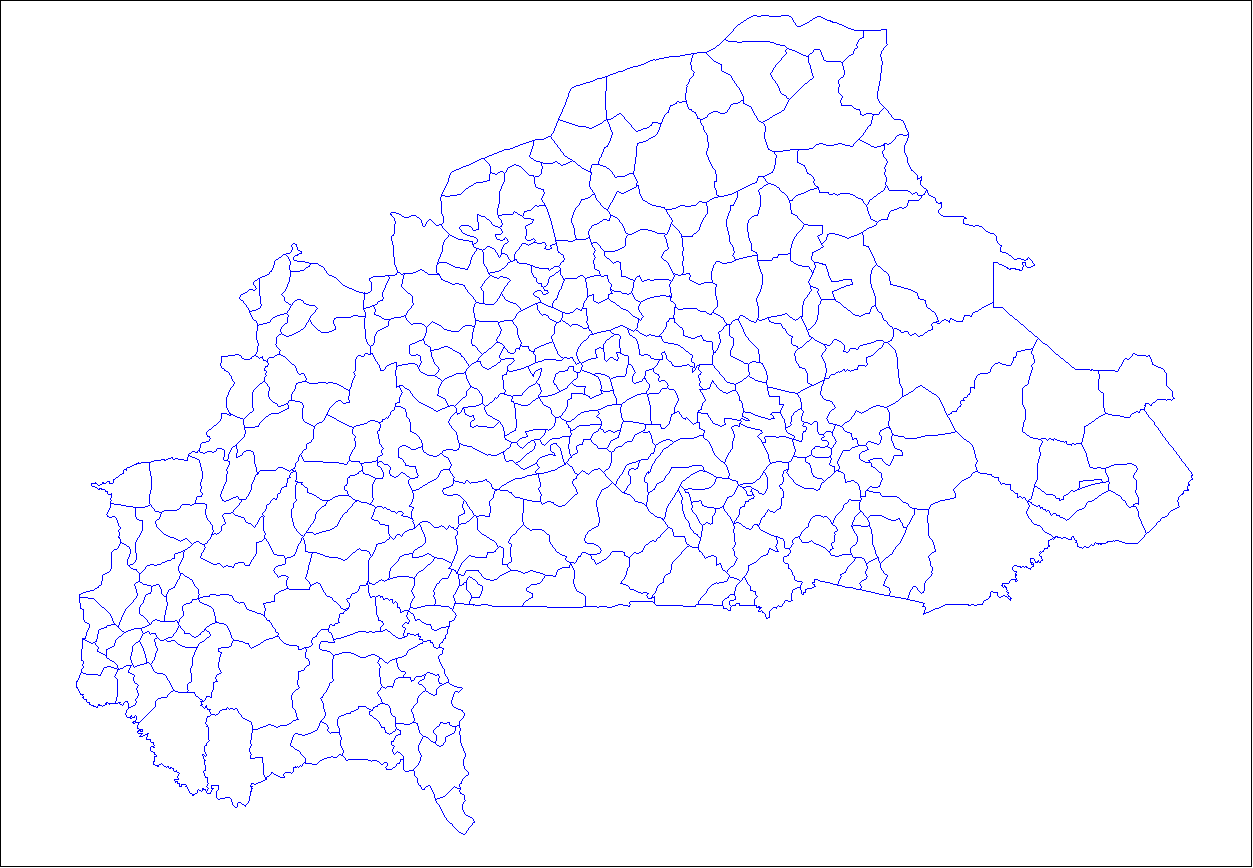
Departamentos ou comunas do Burquina Fasso.

Burquina Fasso está dividido em 351 departamentos (ou comunas).

## Lista de departamentos ou comunas porregiõeseprovíncias
Tipos de departamento : (rur.) comuna rural ; (urb.) comuna urbana ; (urb.s.p.) comuna urbana com status particular (subdivida em arrondissements).

### Região doCentro

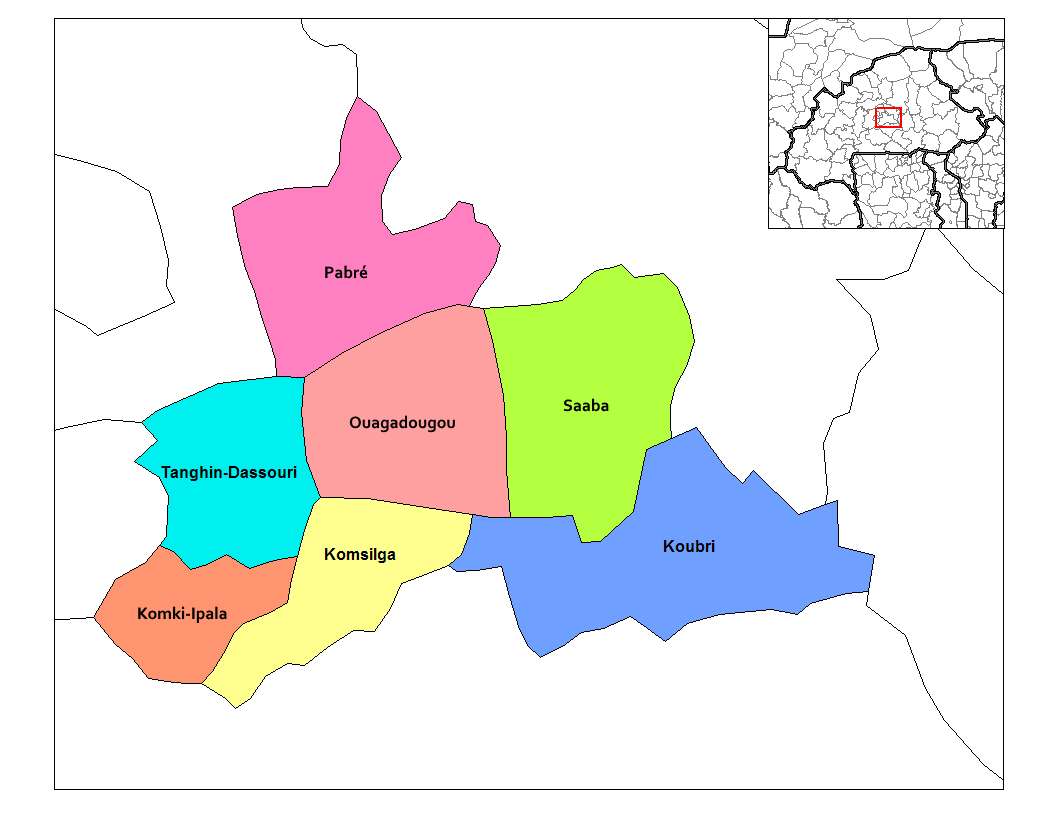
Departamentos ou comunas da província do Kadiogo.

Província do Kadiogo
1. Komki-Ipala (rur.)
2. Komsilga (rur.)
3. Koubri (rur.)
4. Ouagadougou (urb.s.p.)
(capital provincial, regional e  nacional)
5. Pabré (rur.)
6. Saaba (rur.)
7. Tanghin-Dassouri (rur.)

### Região doPlateau-Central

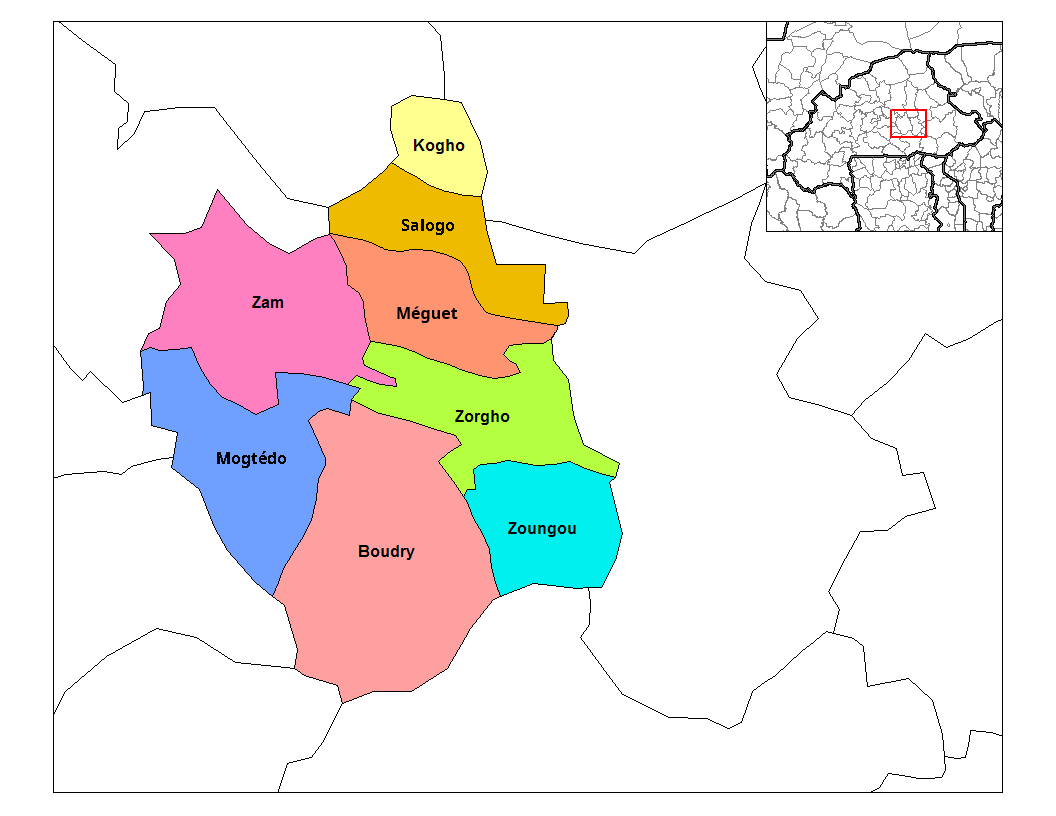
Departamentos ou comunas da província do Ganzourgou.

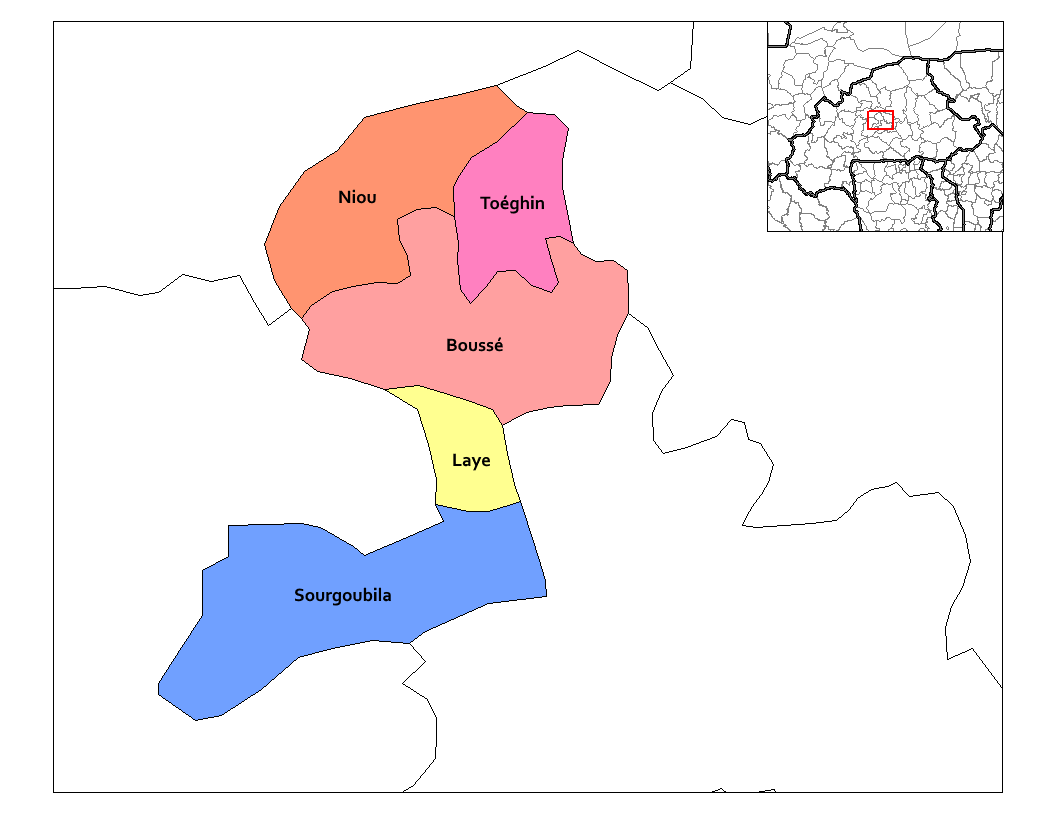
Departamentos ou comunas da província do Kourwéogo.

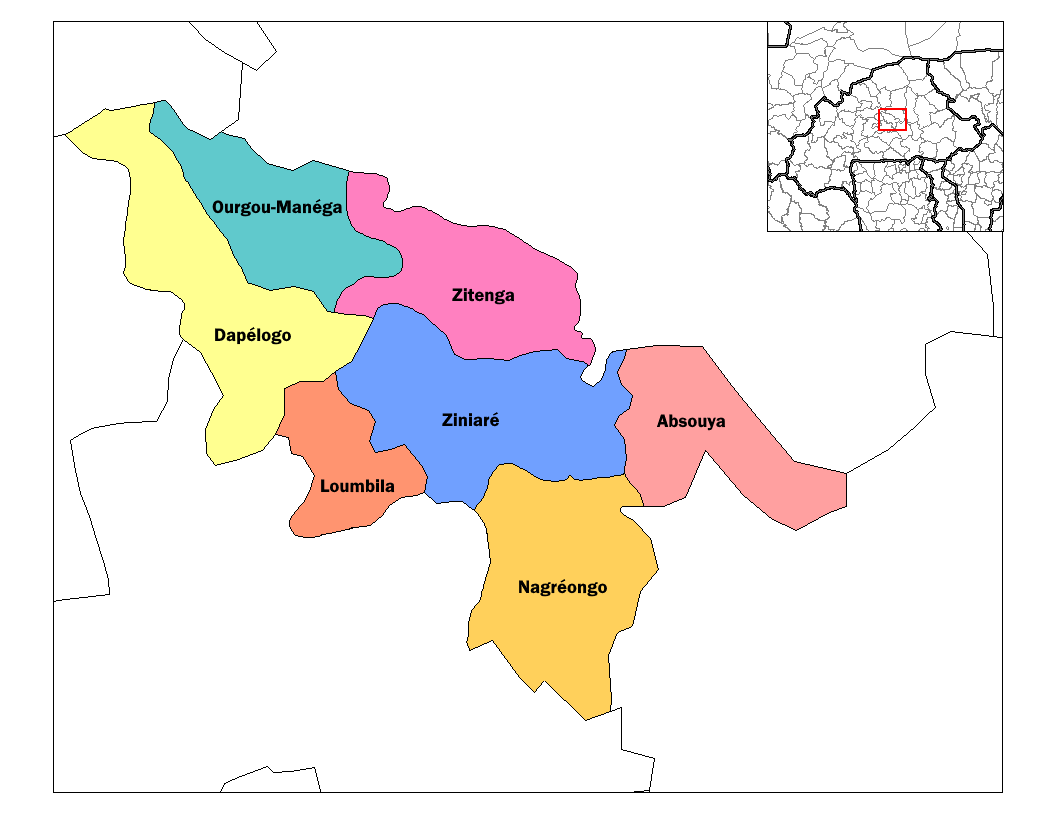
Departamentos ou comunas da província do Oubritenga.

Província do Ganzourgou
1. Boudry (rur.)
2. Kogho (rur.)
3. Méguet (rur.)
4. Mogtédo (rur.)
5. Salogo (rur.)
6. Zam (rur.)
7. Zorgho (urb.)
(capital provincial)
8. Zoungou (rur.)

Província do Kourwéogo
1. Boussé (urb.)
(capital provincial)
2. Laye (rur.)
3. Niou (rur.)
4. Sourgoubila (rur.)
5. Toéghin (rur.)

Província do Oubritenga
1. Absouya (rur.)
2. Dapélogo (rur.)
3. Loumbila (rur.)
4. Nagréongo (rur.)
5. Ourgou-Manéga (rur.)
6. Ziniaré (urb.)
(capital provincial e regional)
7. Zitenga (rur.)

### Região doCentro-Norte

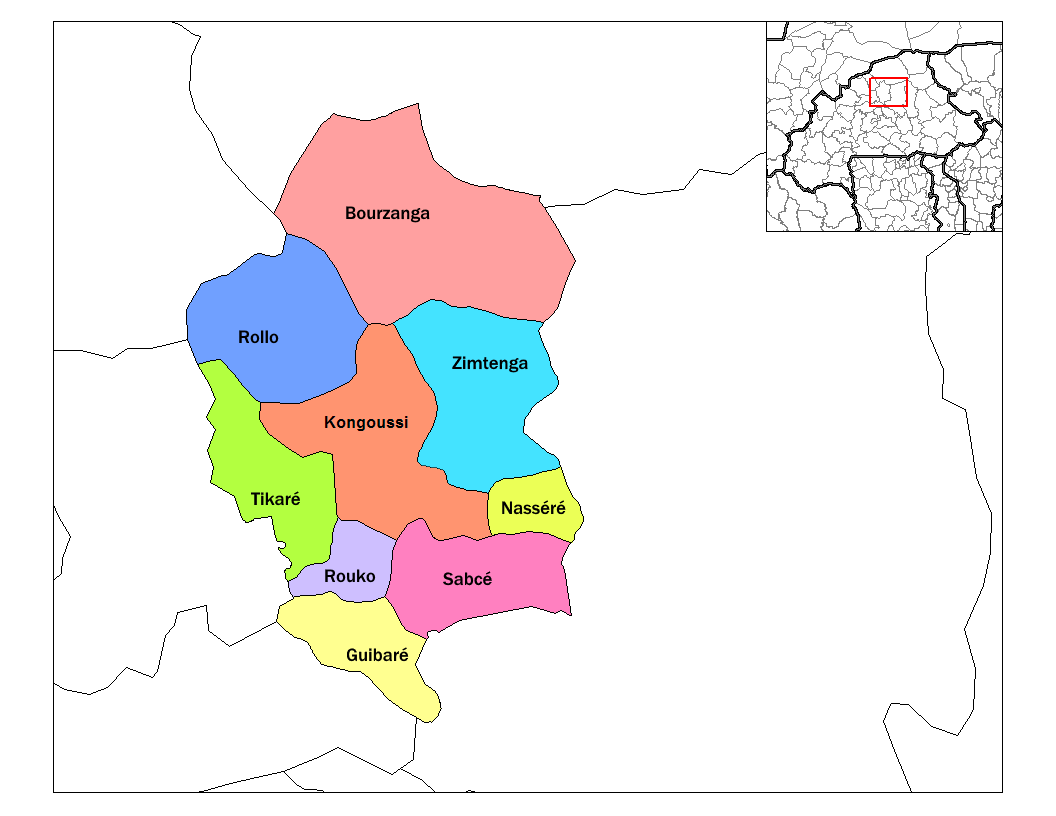
Departamentos ou comunas da província do Bam.

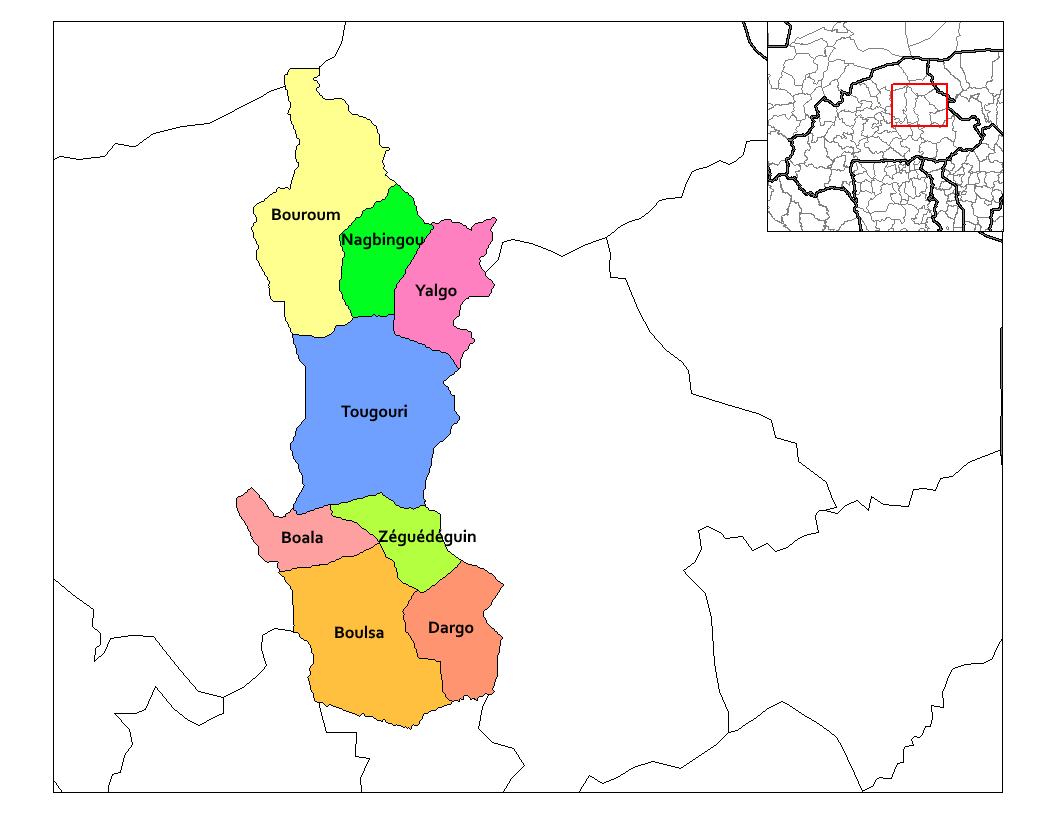
Departamentos ou comunas da província do Namentenga.

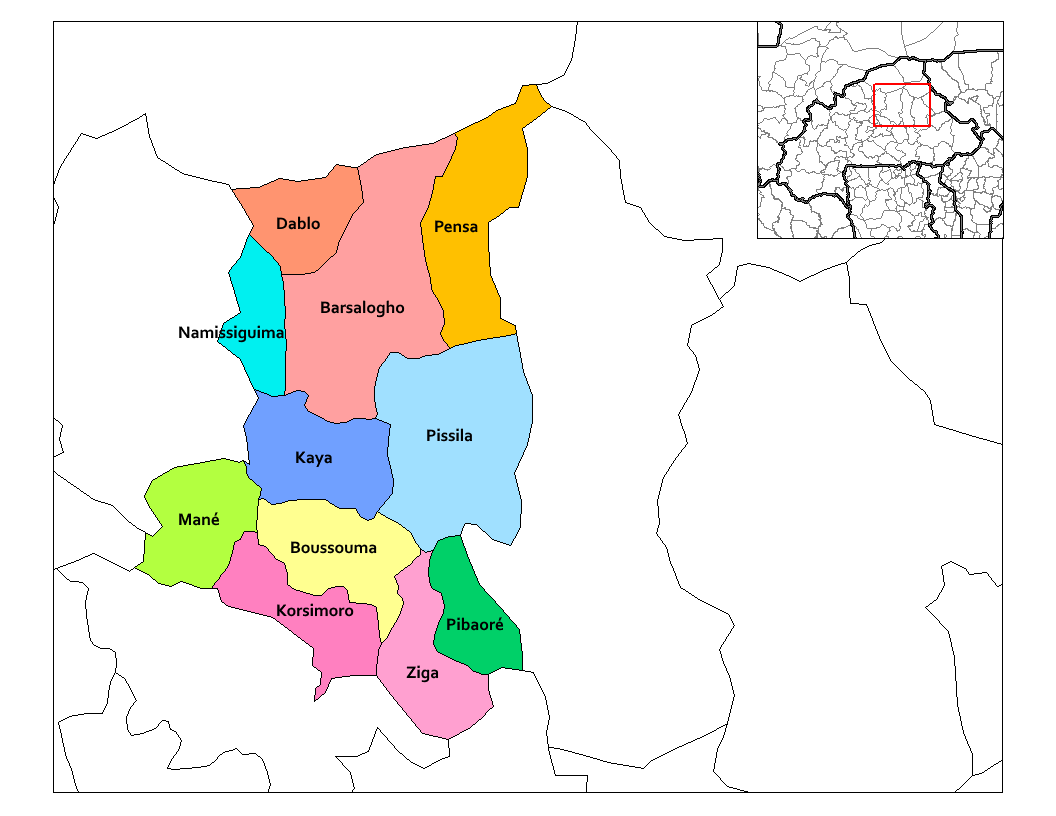
Departamentos ou comunas da província do Sanmatenga.

Província do Bam
1. Bourzanga (rur.)
2. Guibaré (rur.)
3. Kongoussi (urb.)
(capital provincial)
4. Nasséré (rur.)
5. Rollo (rur.)
6. Rouko (rur.)
7. Sabcé (rur.)
8. Tikaré (rur.)
9. Zimtenga (rur.)

Província do Namentenga
1. Boala (rur.)
2. Boulsa (urb.)
(capital provincial)
3. Bouroum (rur.)
4. Dargo (rur.)
5. Nagbingou (rur.)
6. Tougouri (rur.)
7. Yalgo (rur.)
8. Zéguédéguin (rur.)

Província do Sanmatenga
1. Barsalogho (rur.)
2. Boussouma (rur.)
3. Dablo (rur.)
4. Kaya (urb.)
(capital provincial e regional)
5. Korsimoro (rur.)
6. Mané (rur.)
7. Namissiguima (rur.)
8. Pensa (rur.)
9. Pibaoré (rur.)
10. Pissila (rur.)
11. Ziga (rur.)

### Região doNorte

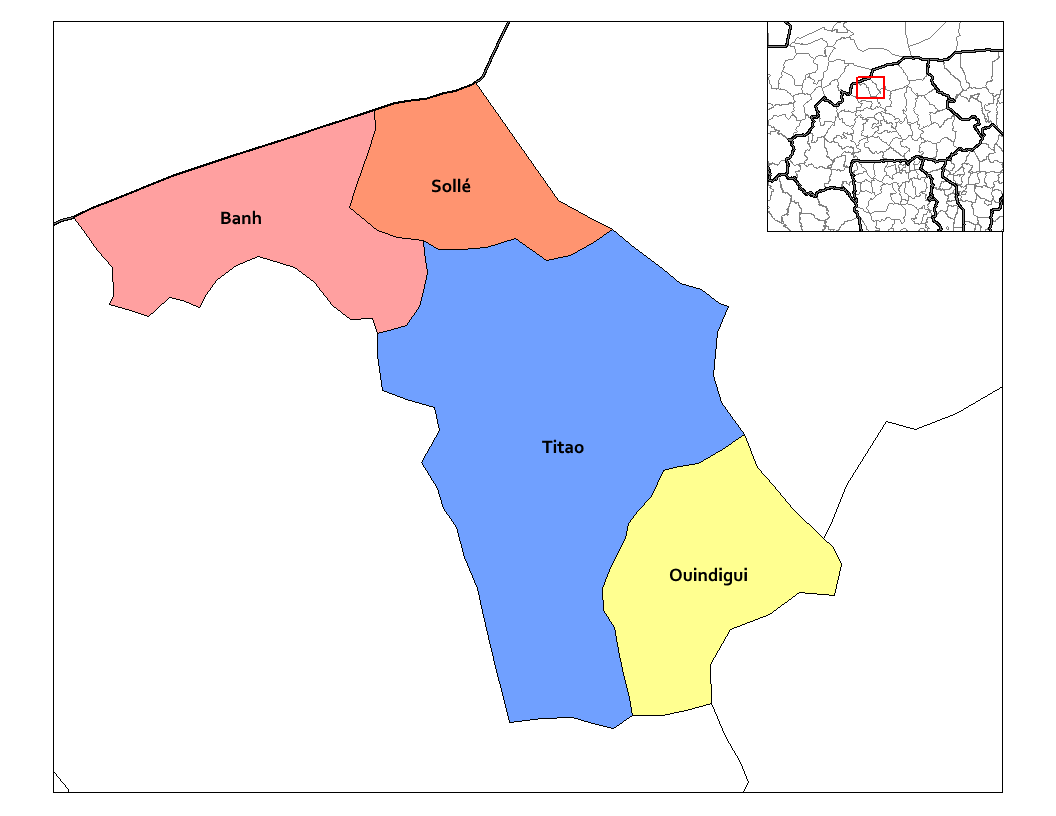
Departamentos ou comunas da província do Loroum.

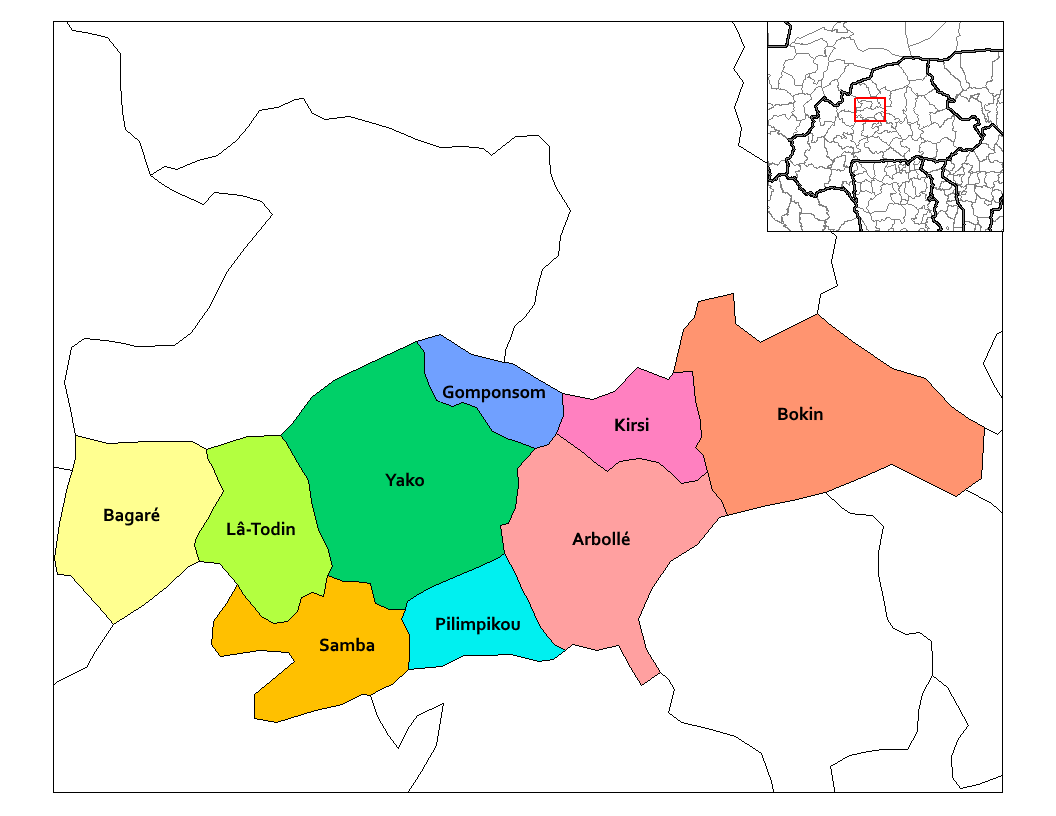
Departamentos ou comunas da província do Passoré.

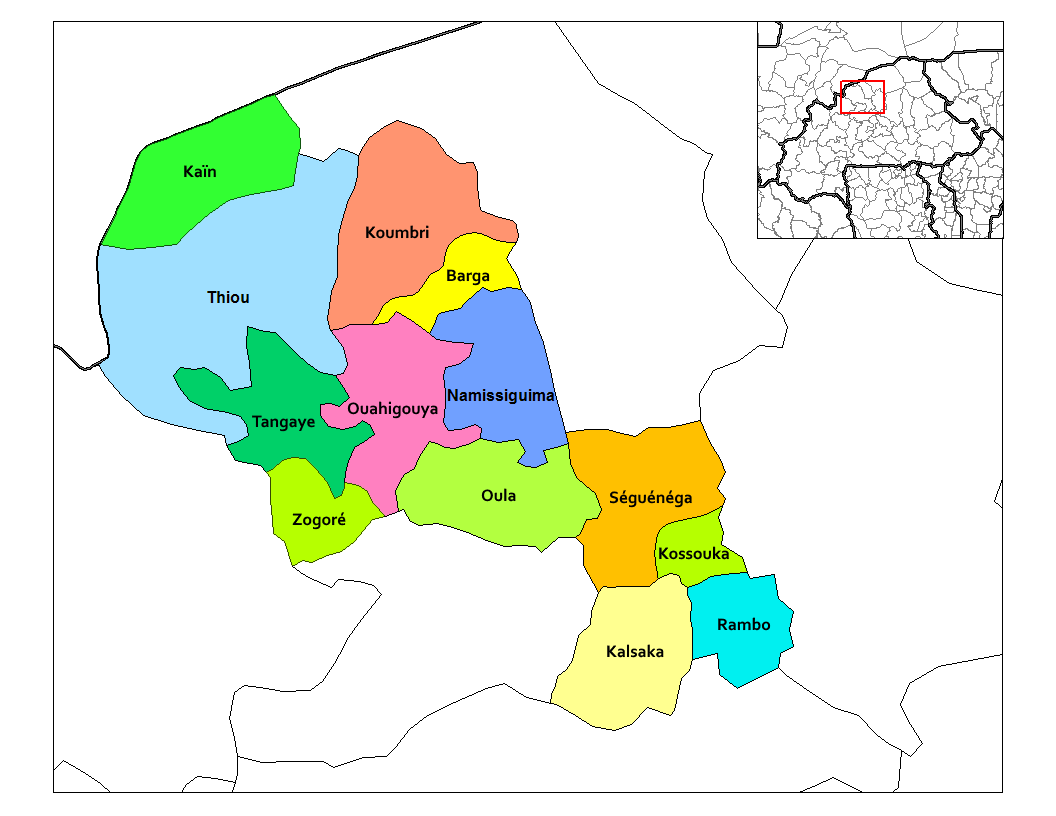
Departamentos ou comunas da província do Yatenga.

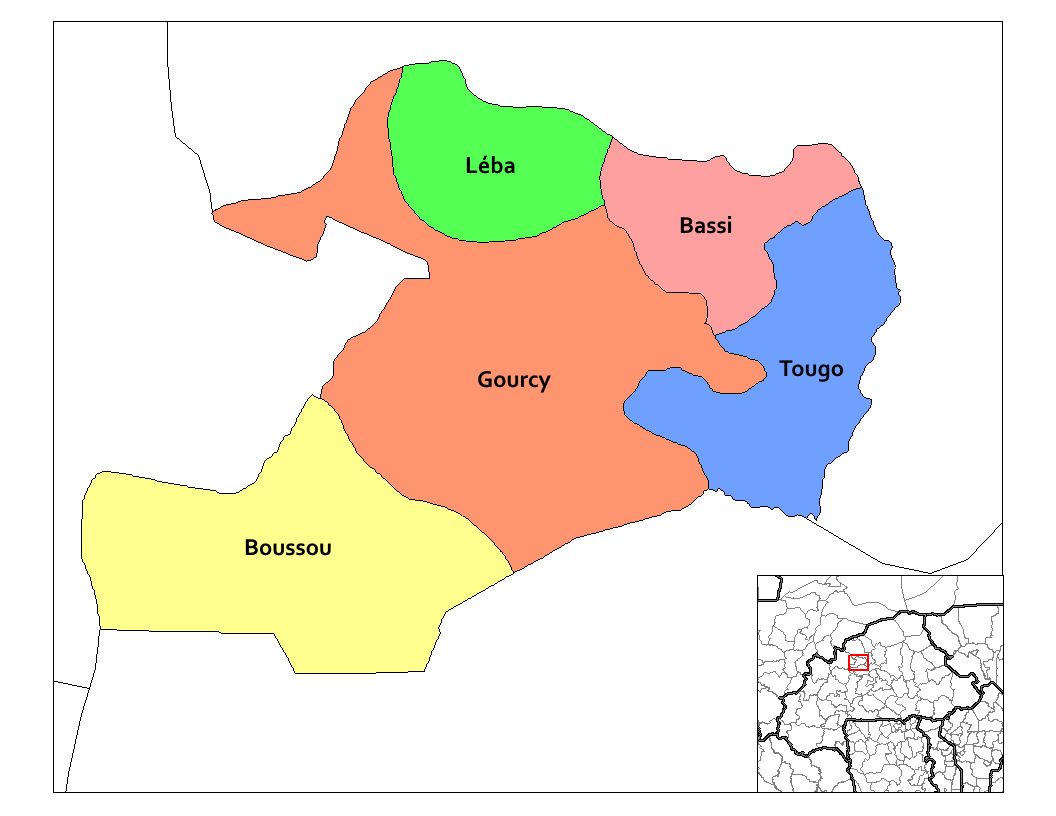
Departamentos ou comunas da província do Zondoma.

Província do Loroum
1. Banh (rur.)
2. Ouindigui (rur.)
3. Sollé (rur.)
4. Titao (urb.)
(capital provincial)

Província do Passoré
1. Arbollé (rur.)
2. Bagaré (rur.)
3. Bokin (rur.)
4. Gompomsom (rur.)
5. Kirsi (rur.)
6. Lâ-Todin (rur.)
7. Pilmpikou (rur.)
8. Samba (rur.)
9. Yako (urb.)
(capital provincial)

Província do Yatenga (região do Norte)
1. Barga (rur.)
2. Kaïn (rur.)
3. Kalsaka (rur.)
4. Kossouka (rur.)
5. Koumbri (rur.)
6. Namissiguina (rur.)
7. Ouahigouya (urb.)
(capital provincial e regional)
8. Oula (rur.)
9. Rambo (rur.)
10. Séguénéga (rur.)
11. Tangaye (rur.)
12. Thiou (rur.)
13. Zogoré (rur.)

Província do Zondoma
1. Bassi (rur.)
2. Boussou (rur.)
3. Gourcy (urb.)
(capital provincial)
4. Léba (rur.)
5. Tougo (rur.)

### Região doSahel

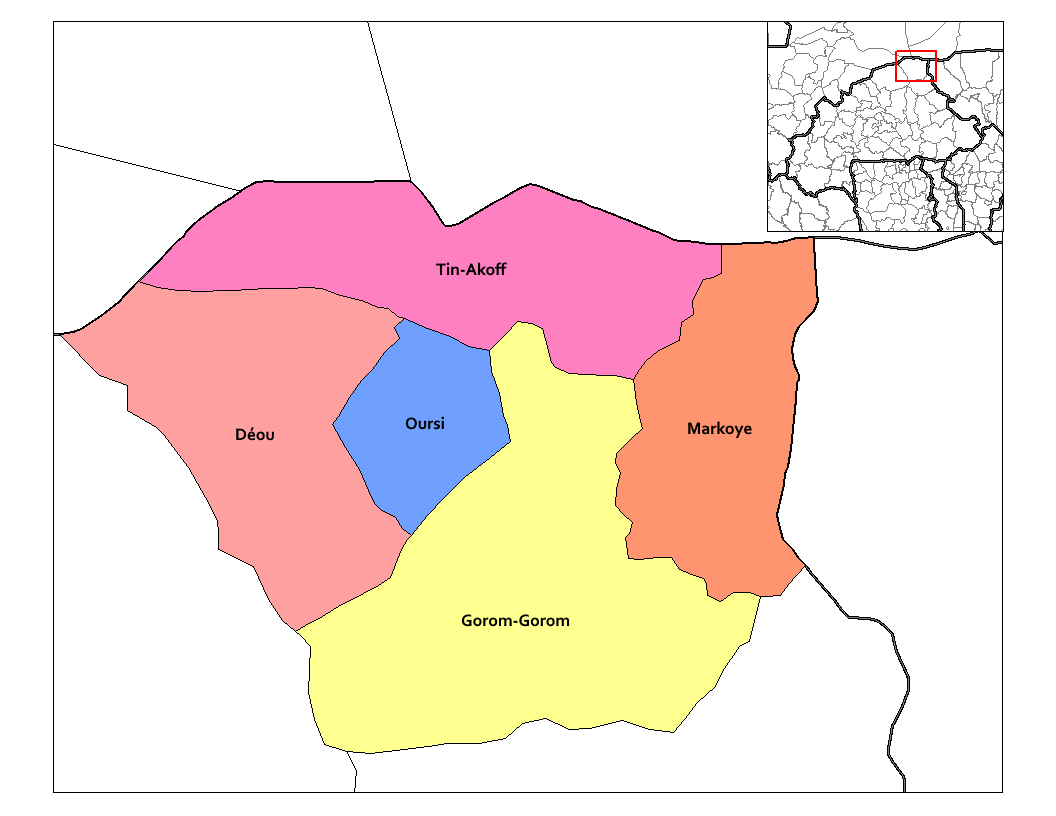
Departamentos ou comunas da província do Oudalan.

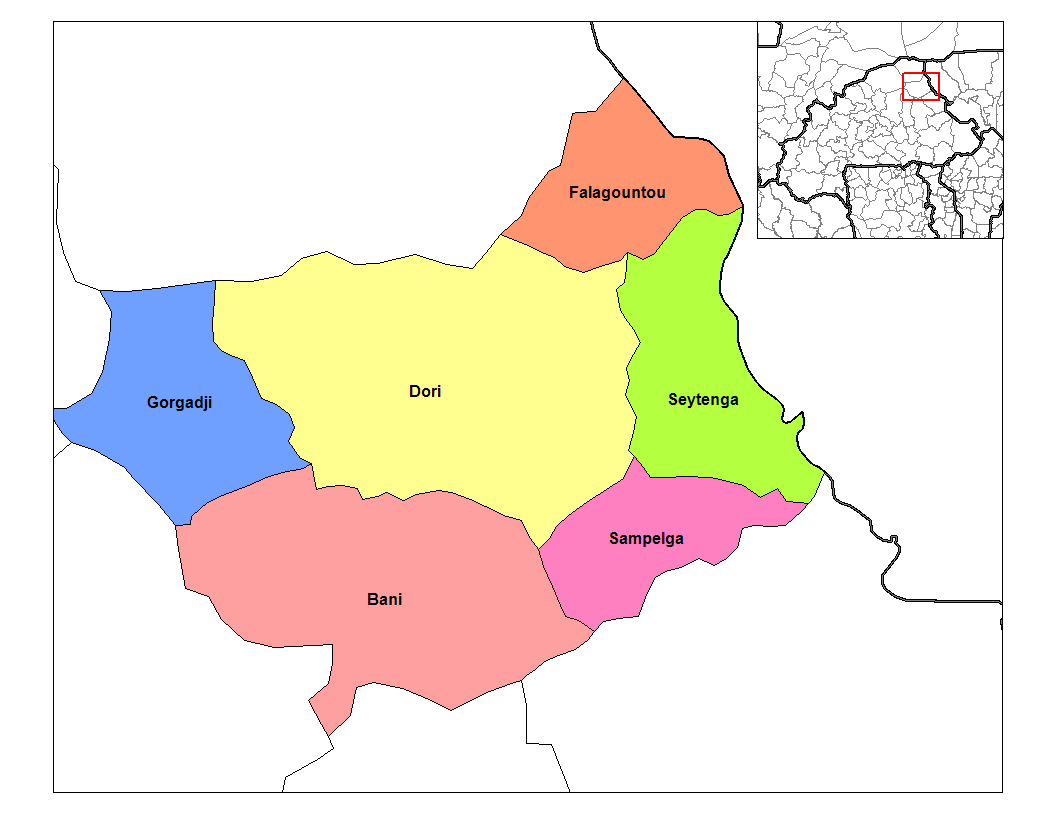
Departamentos ou comunas da província do Séno.

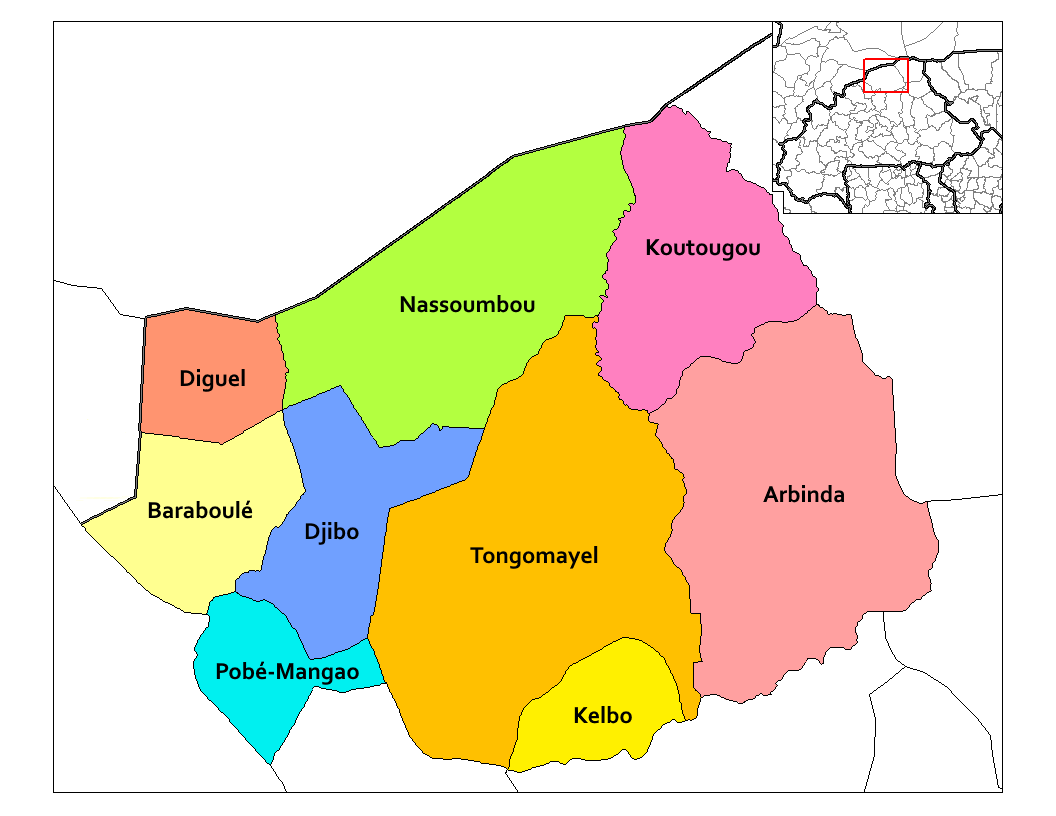
Departamentos ou comunas da província do Soum.

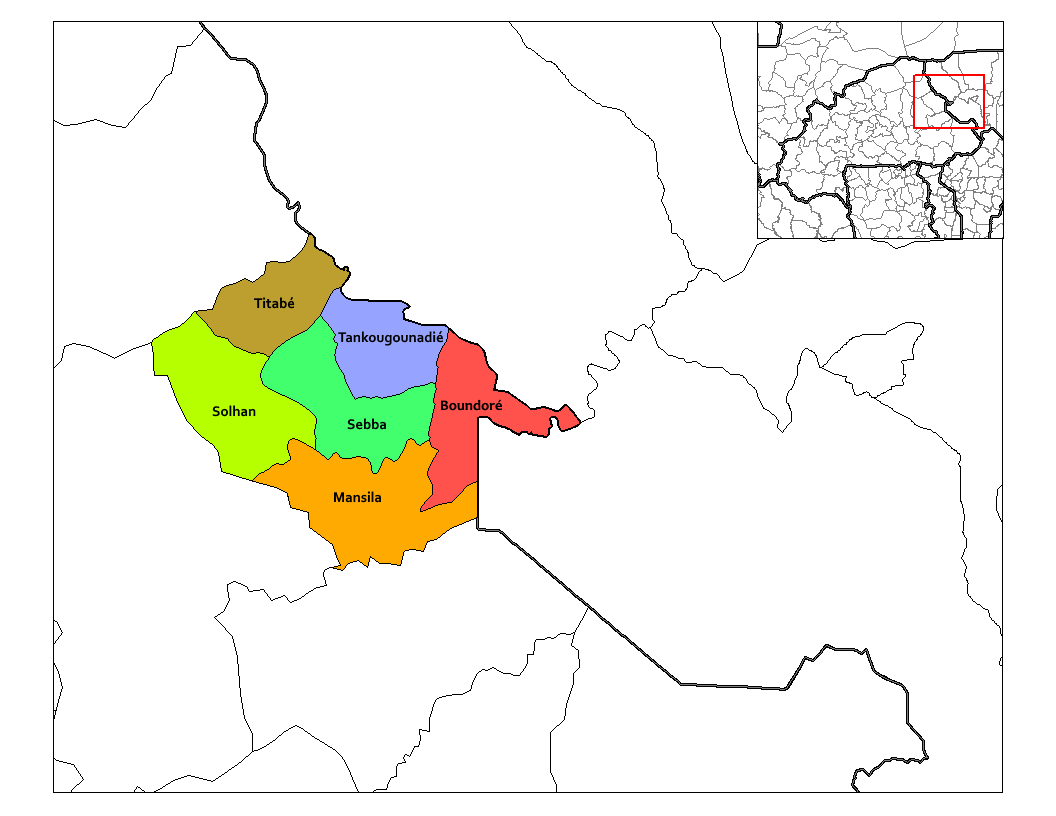
Departamentos ou comunas da província do Yagha.

Província do Oudalan
1. Déou (rur.)
2. Gorom-Gorom (urb.)
(capital provincial)
3. Markoye (rur.)
4. Oursi (rur.)
5. Tinakoff (rur.)

Província do Séno
1. Bani (rur.)
2. Dori (urb.)
(capital provincial e regional)
3. Falangountou (rur.)
4. Gorgadji (rur.)
5. Sampelga (rur.)
6. Seytenga (rur.)

Província do Soum
1. Arbinda (rur.)
2. Baraboulé (rur.)
3. Djibo (urb.)
(capital provincial)
4. Djiguel (rur.)
5. Kelbo (rur.)
6. Koutougou (rur.)
7. Nassoumbou (rur.)
8. Pobé-Mengao (rur.)
9. Tongomayel (rur.)

Província do Yagha
1. Bondoré (rur.)
2. Mansila (rur.)
3. Sebba (urb.)
(capital provincial)
4. Solhan (rur.)
5. Tankougounadié (rur.)
6. Titabé (rur.)

### Região doLeste

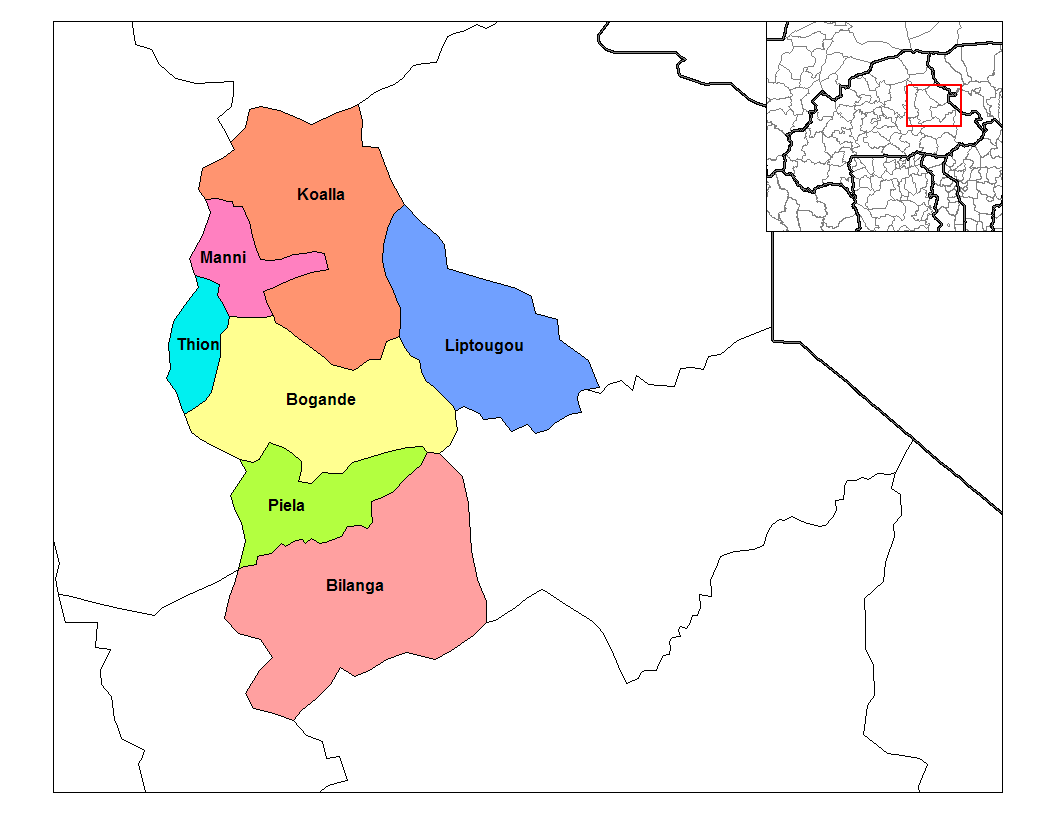
Departamentos ou comunas da província da Gnagna.

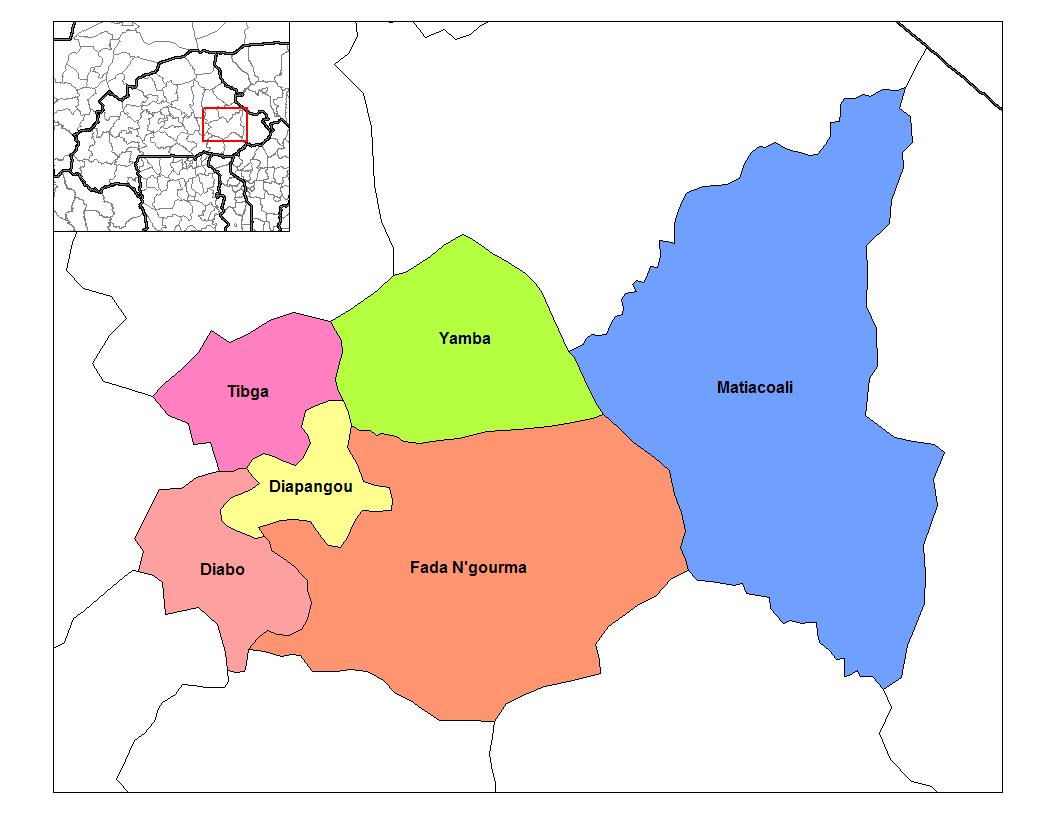
Departamentos ou comunas da província do Gourma.

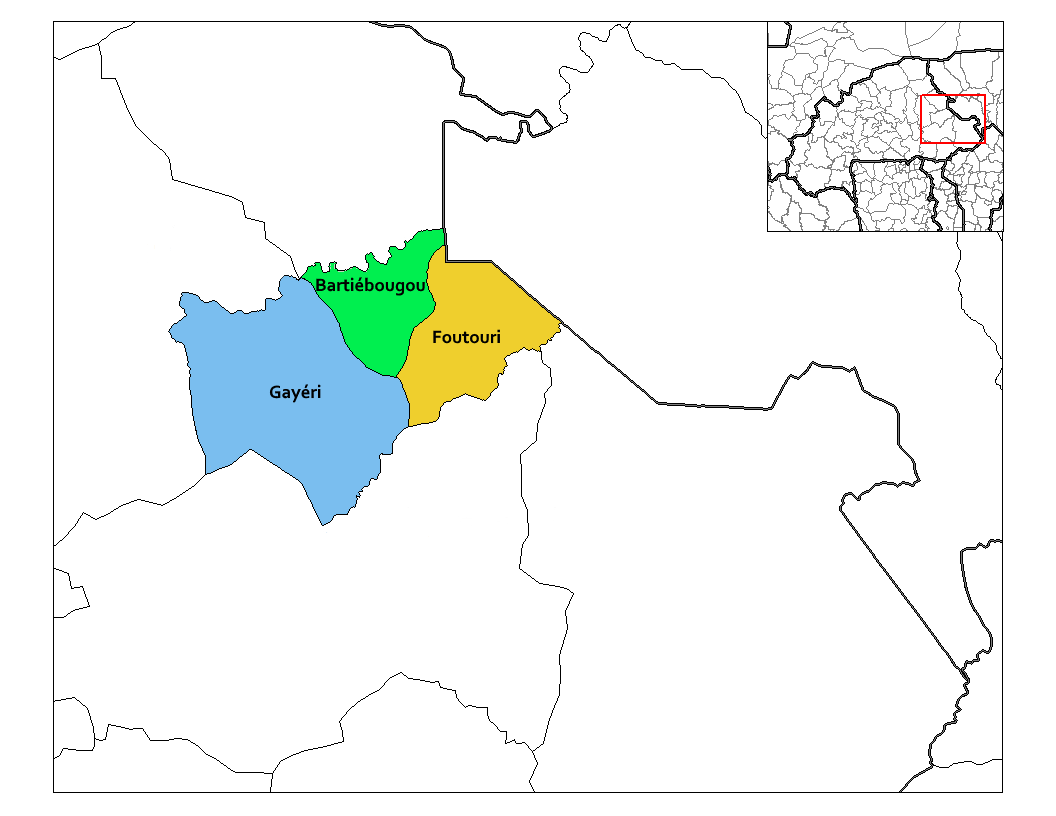
Departamentos ou comunas da província da Komondjari.

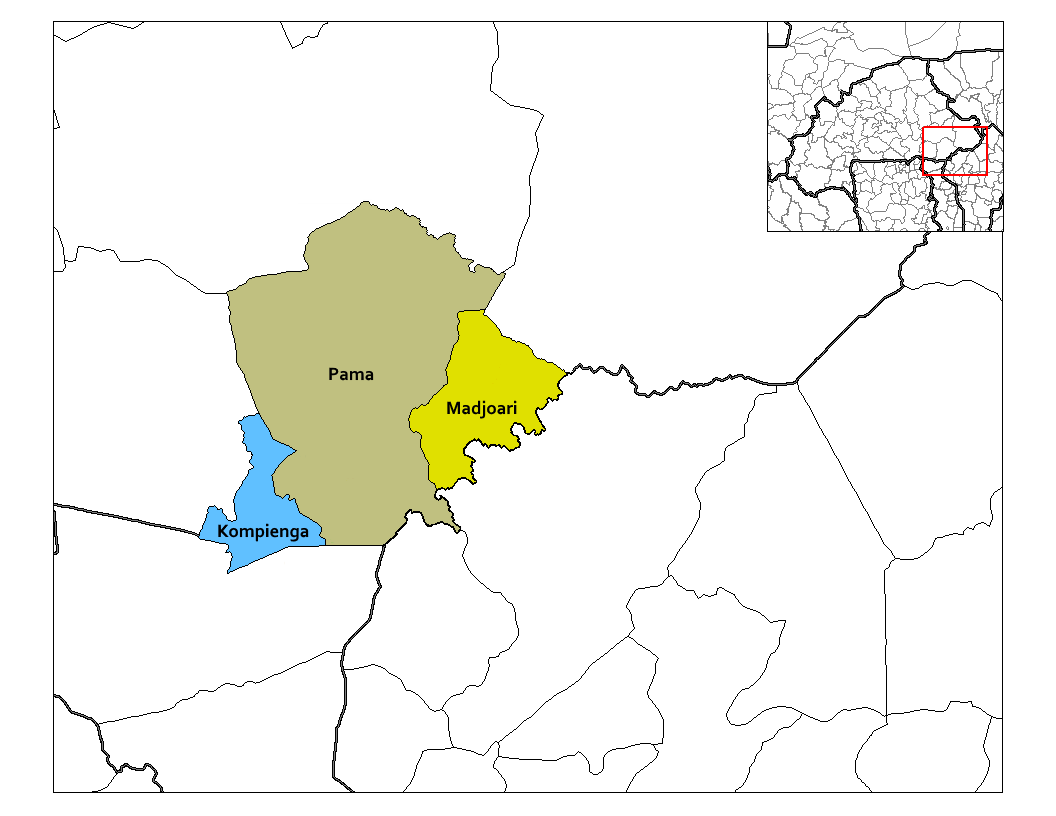
Departamentos ou comunas da província da Kompienga.

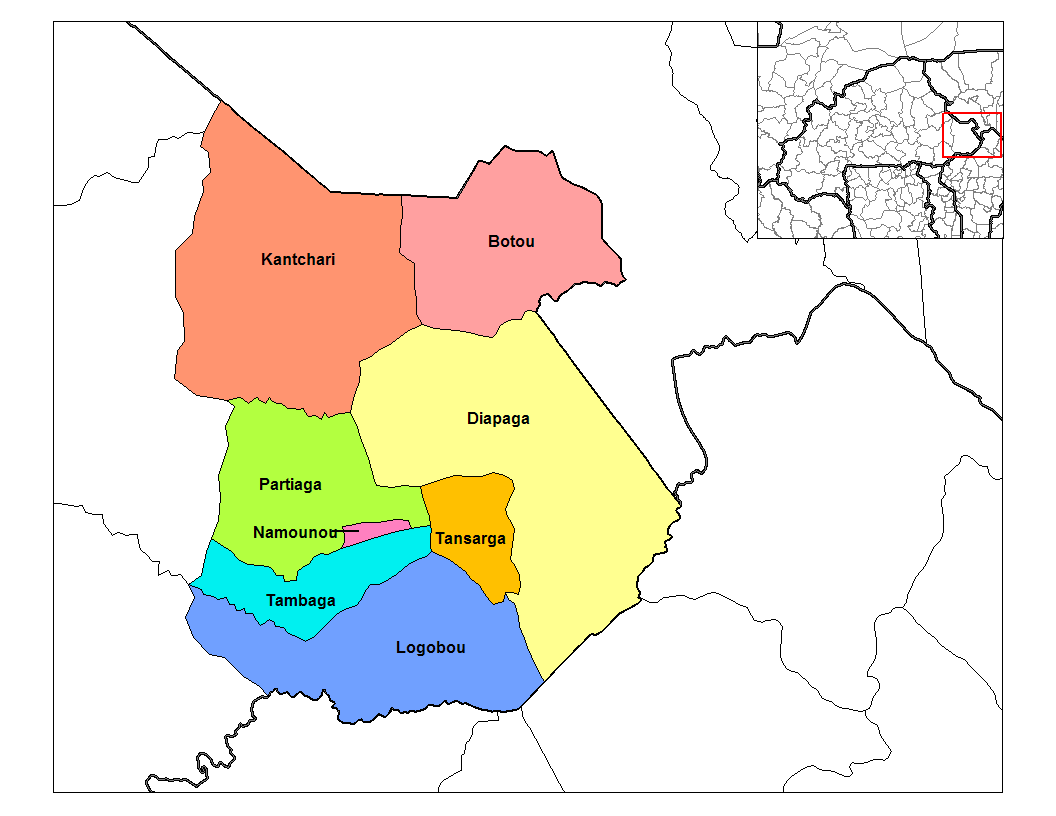
Departamentos ou comunas da província da Tapoa.

Província da Gnagna
1. Bilanga (rur.)
2. Bogandé (urb.)
(capital provincial)
3. Coalla (rur.)
4. Liptougou (rur.)
5. Manni (rur.)
6. Piéla (rur.)
7. Thion (rur.)

Província do Gourma
1. Diabo (rur.)
2. Diapangou (rur.)
3. Fada N′Gourma (urb.)
(capital provincial e regional)
4. Matiacoali (rur.)
5. Tibga (rur.)
6. Yamba (rur.)

Província da Komondjari
1. Bartiébougou (rur.)
2. Foutouri (rur.)
3. Gayéri (urb.)
(capital provincial)

Província da Kompienga
1. Kompienga (rur.)
2. Madjoari (rur.)
3. Pama (urb.)
(capital provincial)

Província da Tapoa
1. Bottou (rur.)
2. Diapaga (urb.)
(capital provincial)
3. Kantchari (rur.)
4. Logobou (rur.)
5. Namounou (rur.)
6. Partiaga (rur.)
7. Tambaga (rur.)
8. Tansarga (rur.)

### Região doCentro-Este

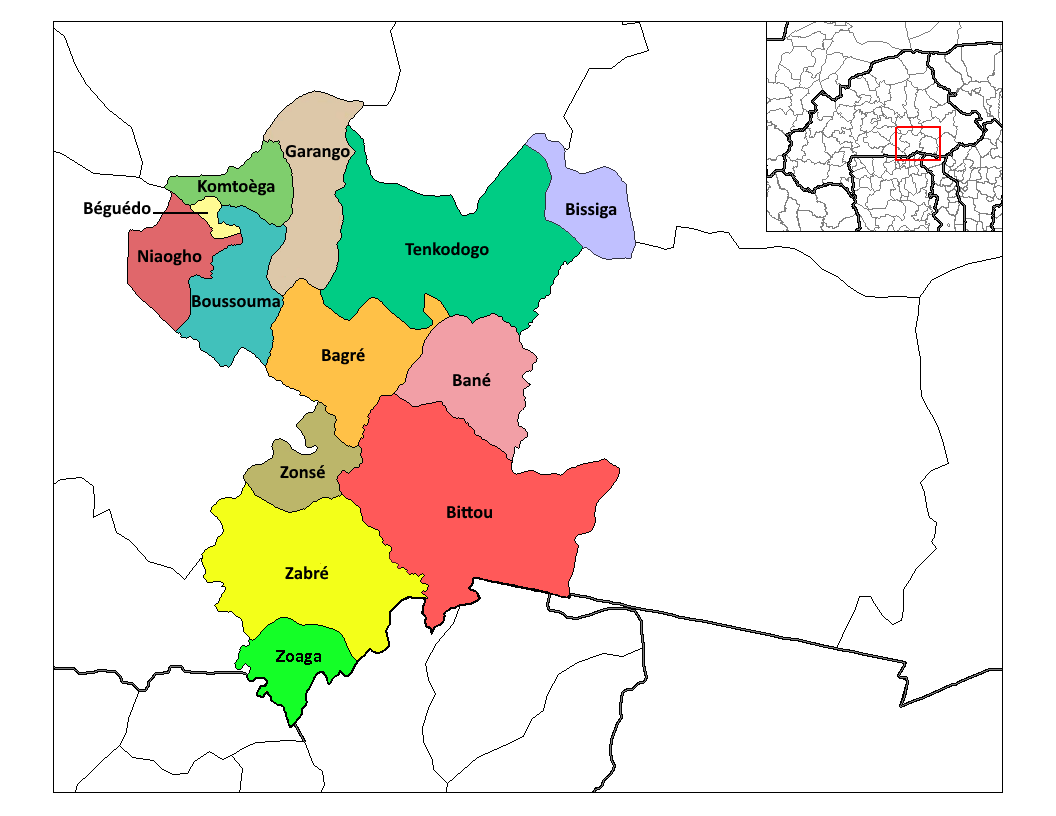
Departamentos ou comunas da província do Boulgou.

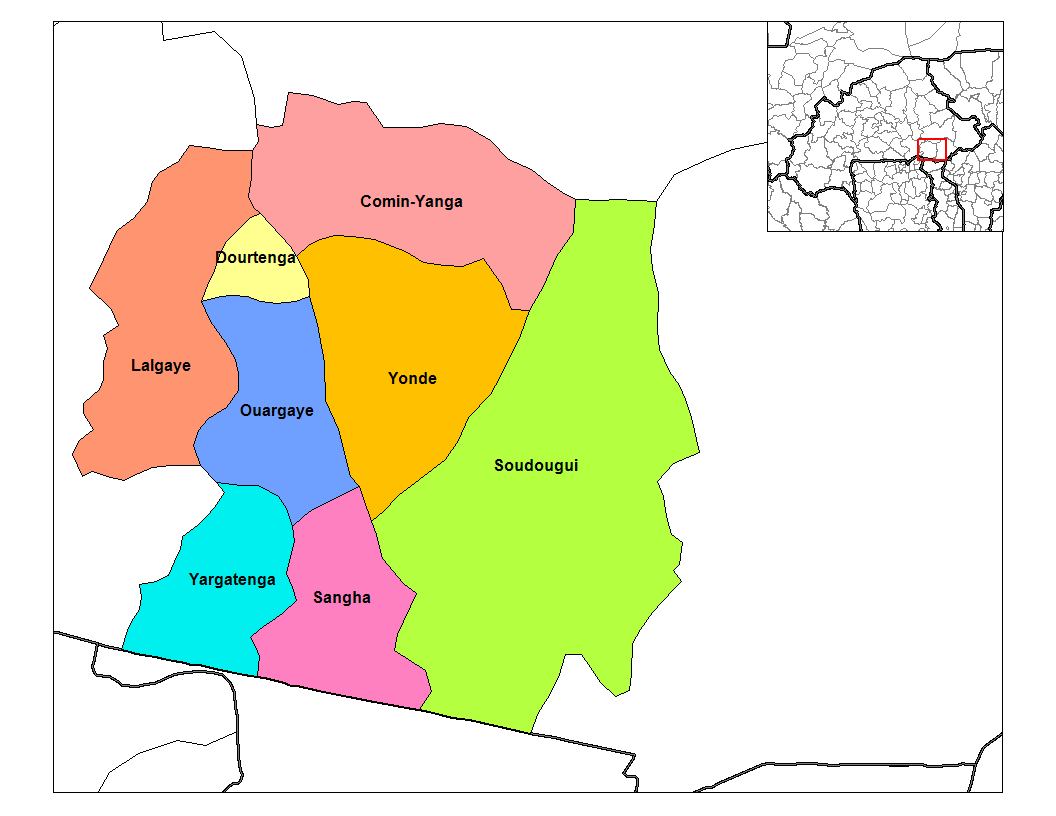
Departamentos ou comunas da província do Koulpélogo.

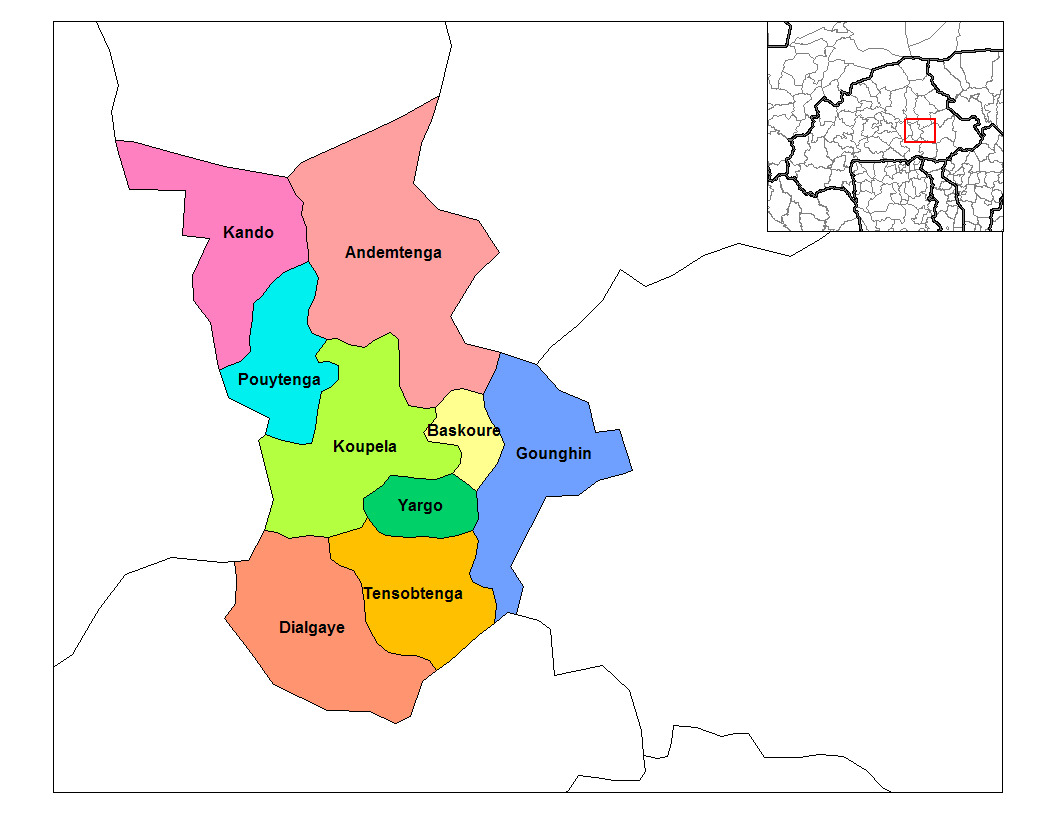
Departamentos ou comunas da província do Kouritenga.

Província do Boulgou
1. Bagré (rur.)
2. Bané (rur.)
3. Béguédo (rur.)
4. Bissiga (rur.)
5. Bittou (urb.)
6. Boussouma (rur.)
7. Garango (urb.)
8. Komtoèga (rur.)
9. Niaogho (rur.)
10. Tenkodogo (urb.)
(capital provincial e regional)
11. Zabré (rur.)
12. Zoaga (rur.)
13. Zonsé (rur.)

Província do Koulpélogo
1. Comin-Yanga (rur.)
2. Dourtenga (rur.)
3. Lalgaye (rur.)
4. Ouargaye (urb.)
(capital provincial)
5. Sangha (rur.)
6. Soudougui (rur.)
7. Yargatenga (rur.)
8. Yondé (rur.)

Província do Kouritenga
1. Andemtenga (rur.)
2. Baskouré (rur.)
3. Dialgaye (rur.)
4. Gounghin (rur.)
5. Kando (rur.)
6. Koupéla (urb.)
(capital provincial)
7. Pouytenga (urb.)
8. Tansobentenga (rur.)
9. Yargo (rur.)

### Região doCentro-Sul

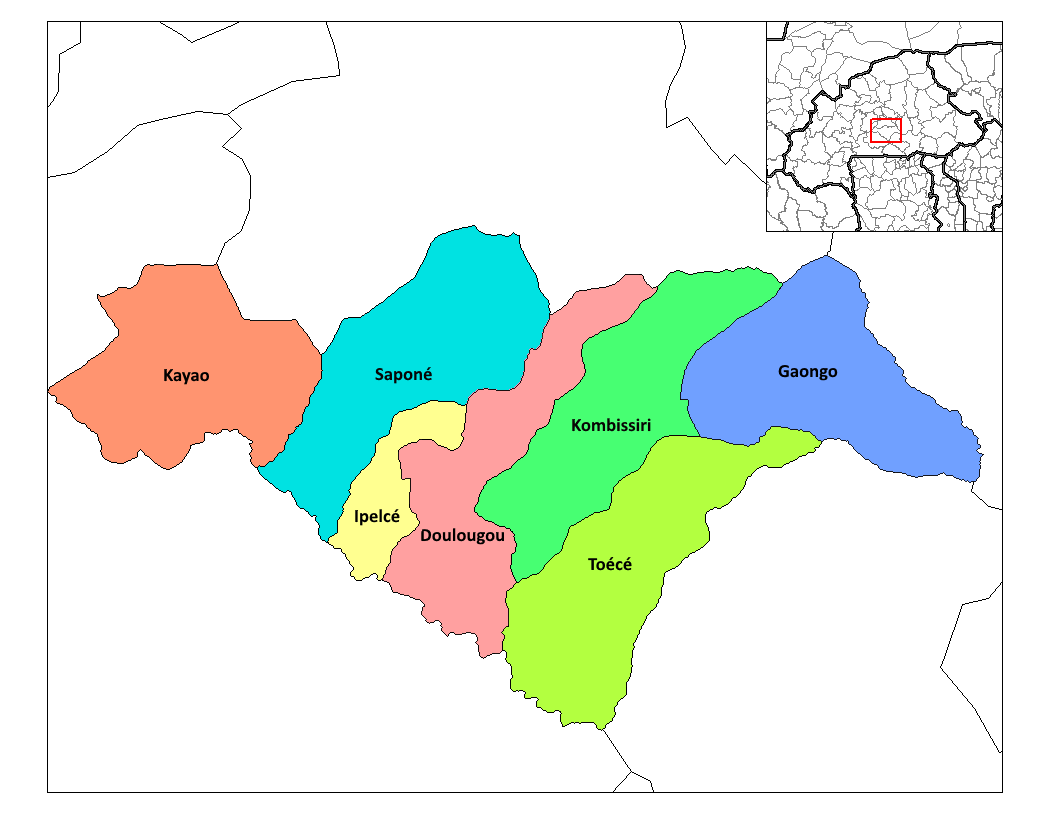
Departamentos ou comunas da província do Bazèga.

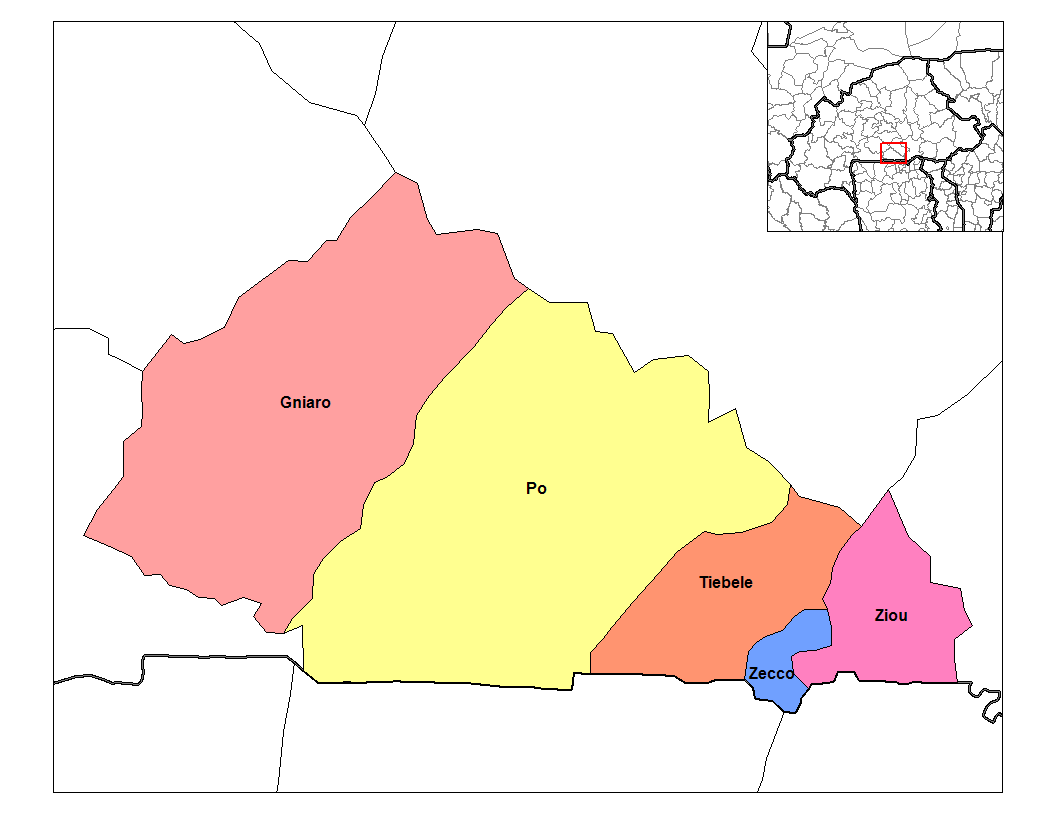
Departamentos ou comunas da província do Nahouri.

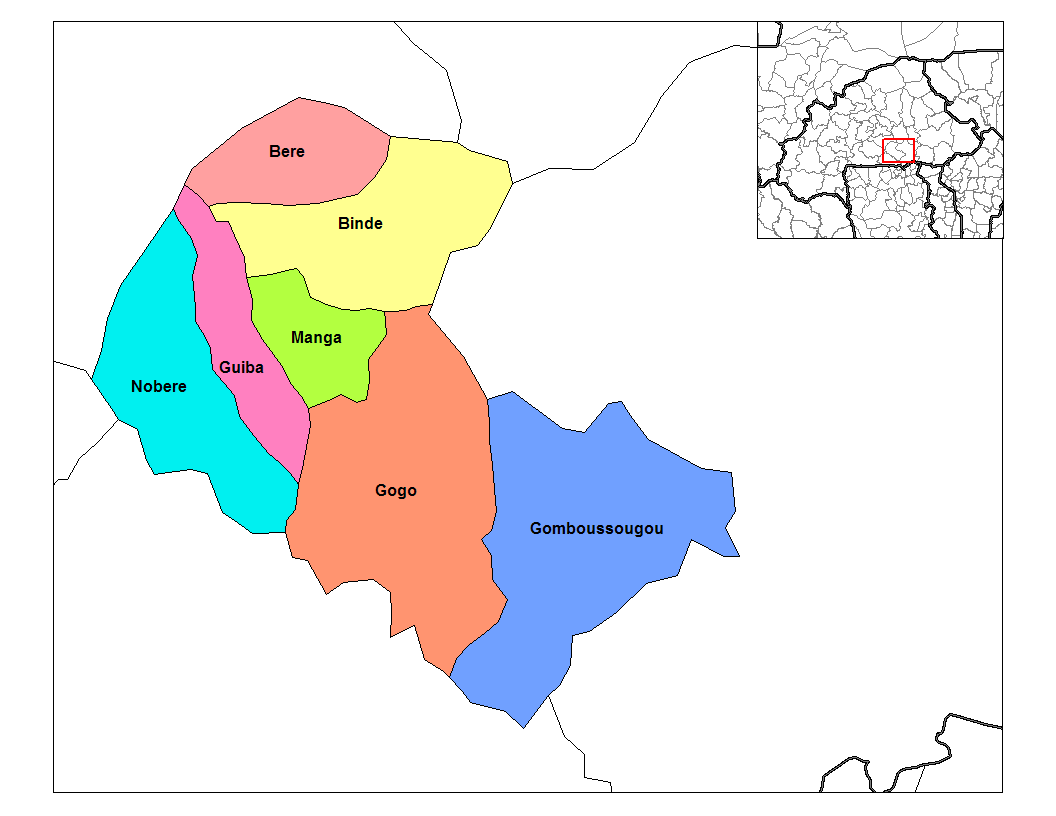
Departamentos ou comunas da província do Zoundwéogo.

Província do Bazèga
1. Doulougou (rur.)
2. Gaongo (rur.)
3. Ipelcé (rur.)
4. Kayao (rur.)
5. Kombissiri (urb.)
(capital provincial)
6. Saponé (rur.)
7. Toécé (rur.)

Província do Nahouri
1. Guiaro (rur.)
2. Pô (urb.)
(capital provincial)
3. Tiébélé (rur.)
4. Zecco (rur.)
5. Zio (rur.)

Província do Zoundwéogo
1. Béré (rur.)
2. Bindé (rur.)
3. Gogo (rur.)
4. Gombousougou (rur.)
5. Guiba (rur.)
6. Manga (urb.)
(capital provincial e regional)
7. Nobéré (rur.)

### Região doCentro-Oeste

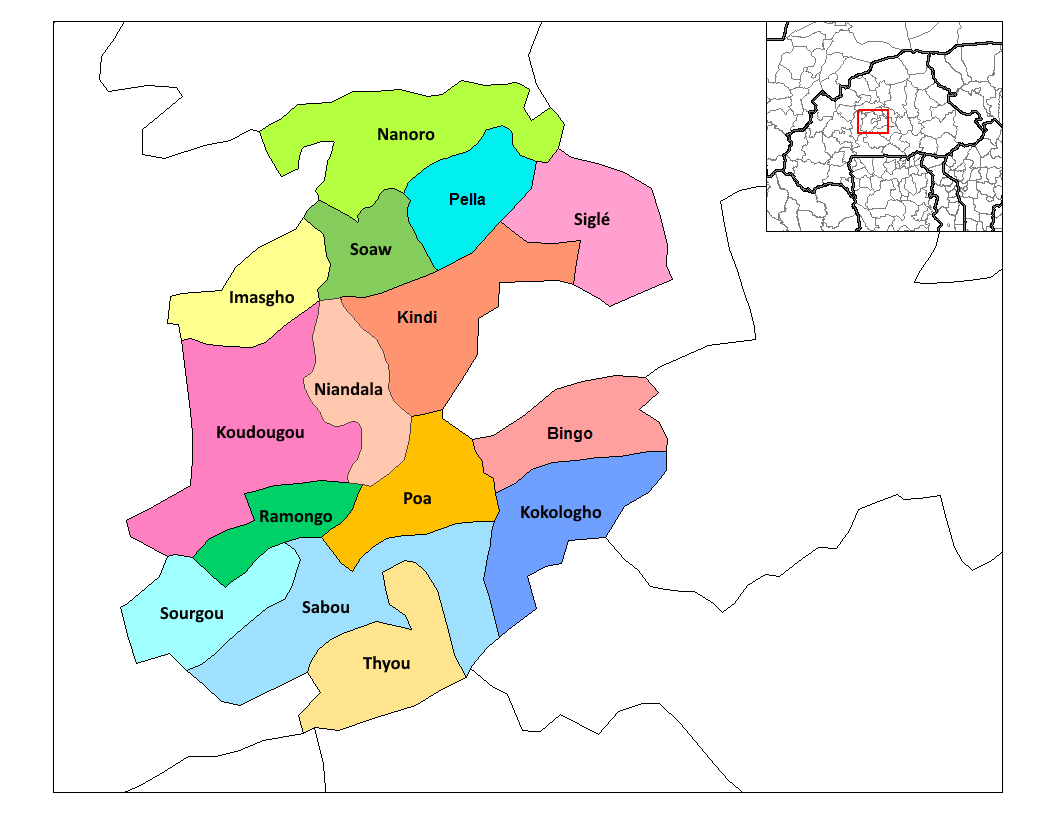
Departamentos ou comunas da província do Boulkiemdé.

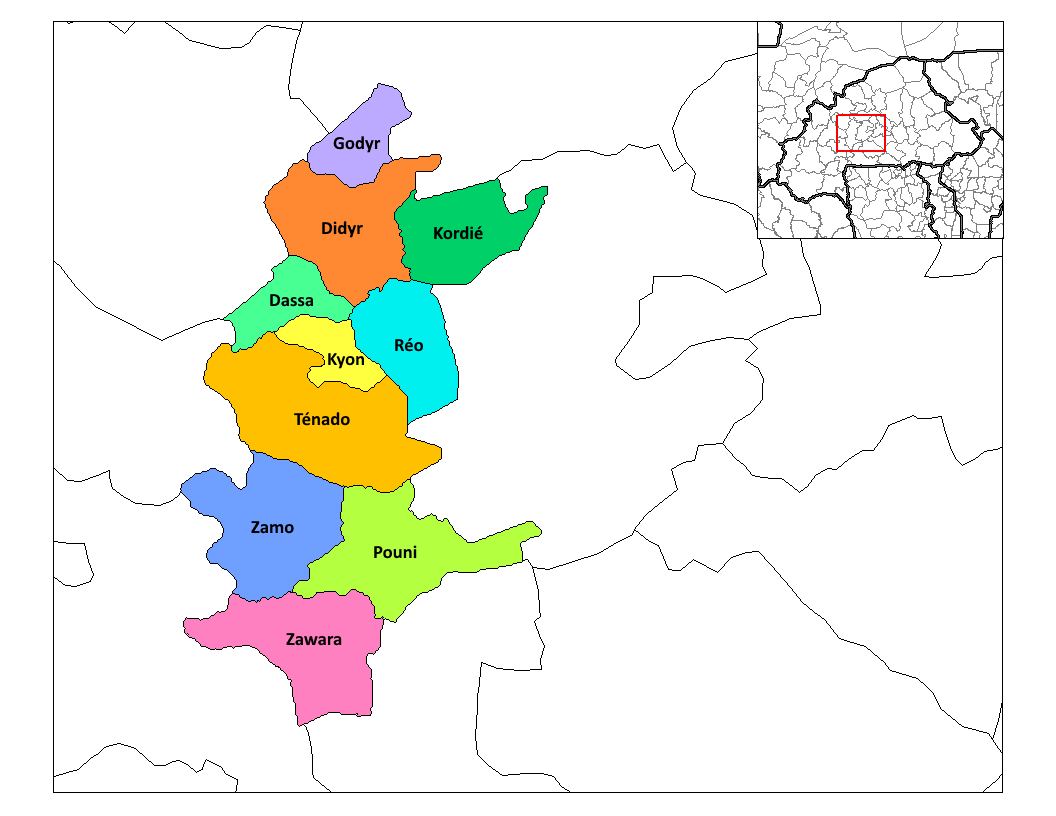
Departamentos ou comunas da província do Sanguié.

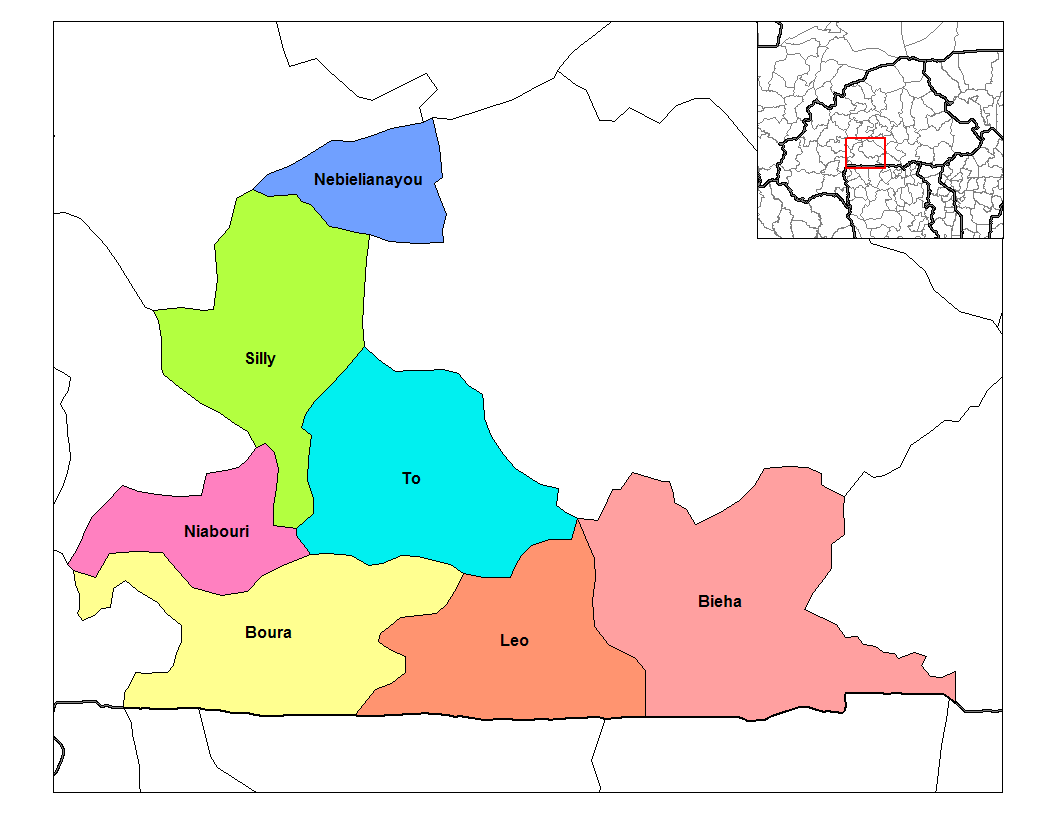
Departamentos ou comunas da província da Sissili.

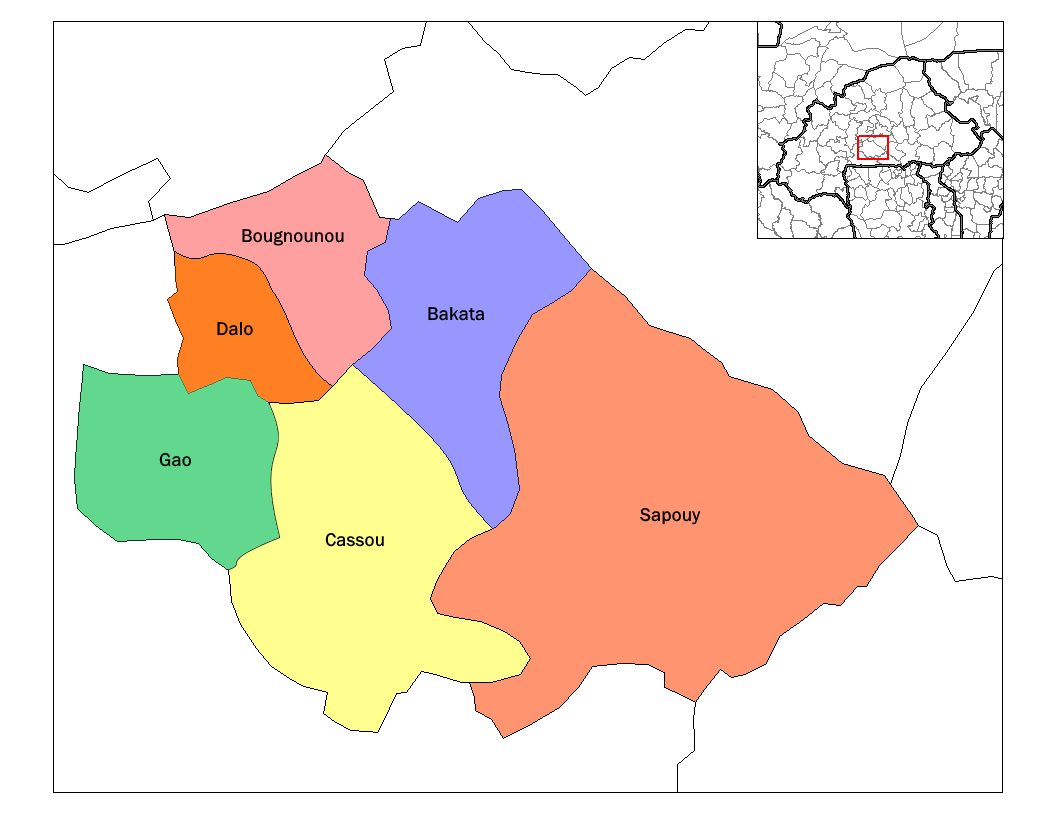
Departamentos ou comunas da província do Ziro.

Província do Boulkiemdé
1. Bingo (rur.)
2. Imasgo (rur.)
3. Kindi (rur.)
4. Kokologo (rur.)
5. Koudougou (urb.)
(capital provincial e regional)
6. Nandiala (rur.)
7. Nanoro (rur.)
8. Pella (rur.)
9. Poa (rur.)
10. Ramongo (rur.)
11. Sabou (rur.)
12. Siglé (rur.)
13. Soaw (rur.)
14. Sourgou (rur.)
15. Thyou (rur.)

Província do Sanguié
1. Dassa (rur.)
2. Didir (rur.)
3. Godir (rur.)
4. Kordié (rur.)
5. Kyon (rur.)
6. Pouni (rur.)
7. Réo (urb.)
(capital provincial)
8. Ténado (rur.)
9. Zamo (rur.)
10. Zawara (rur.)

Província da Sissili
1. Biéha (rur.)
2. Boura (rur.)
3. Léo (urb.)
(capital provincial)
4. Nébiélianayou (rur.)
5. Niambouri (rur.)
6. Silly (rur.)
7. Tô (rur.)

Província do Ziro
1. Bakata (rur.)
2. Bougnounou (rur.)
3. Cassou (rur.)
4. Dalo (rur.)
5. Gao (rur.)
6. Sapouy (urb.)
(capital provincial)

### Região dosHauts-Bassins

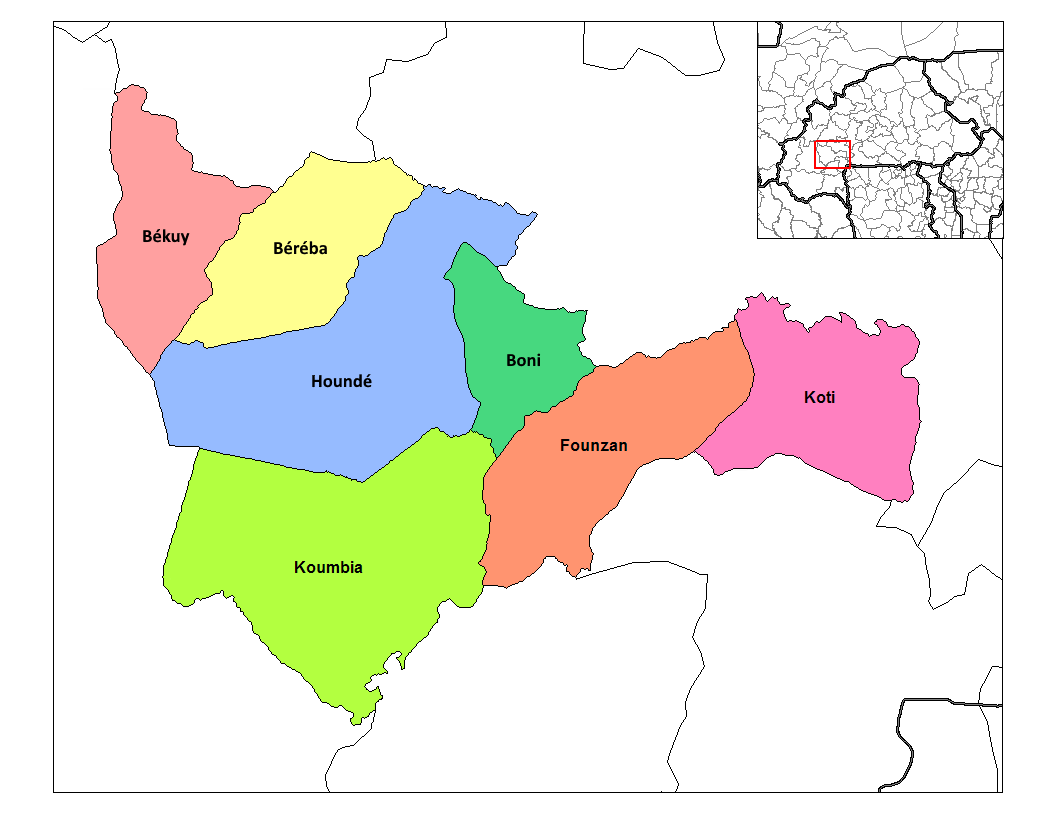
Departamentos ou comunas da província do Tuy.

Província do Houet
1. Bama (rur.)

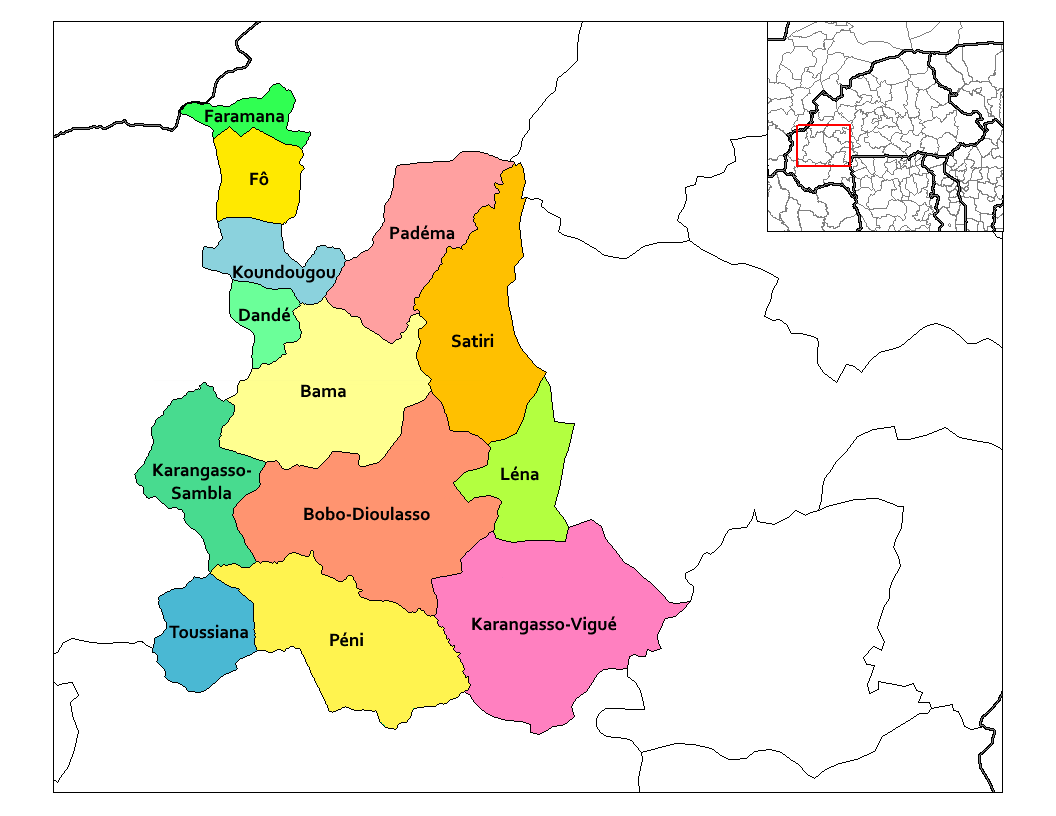
Departamentos ou comunas da província do Houet.

2. Bobo-Dioulasso (urb.s.p.)

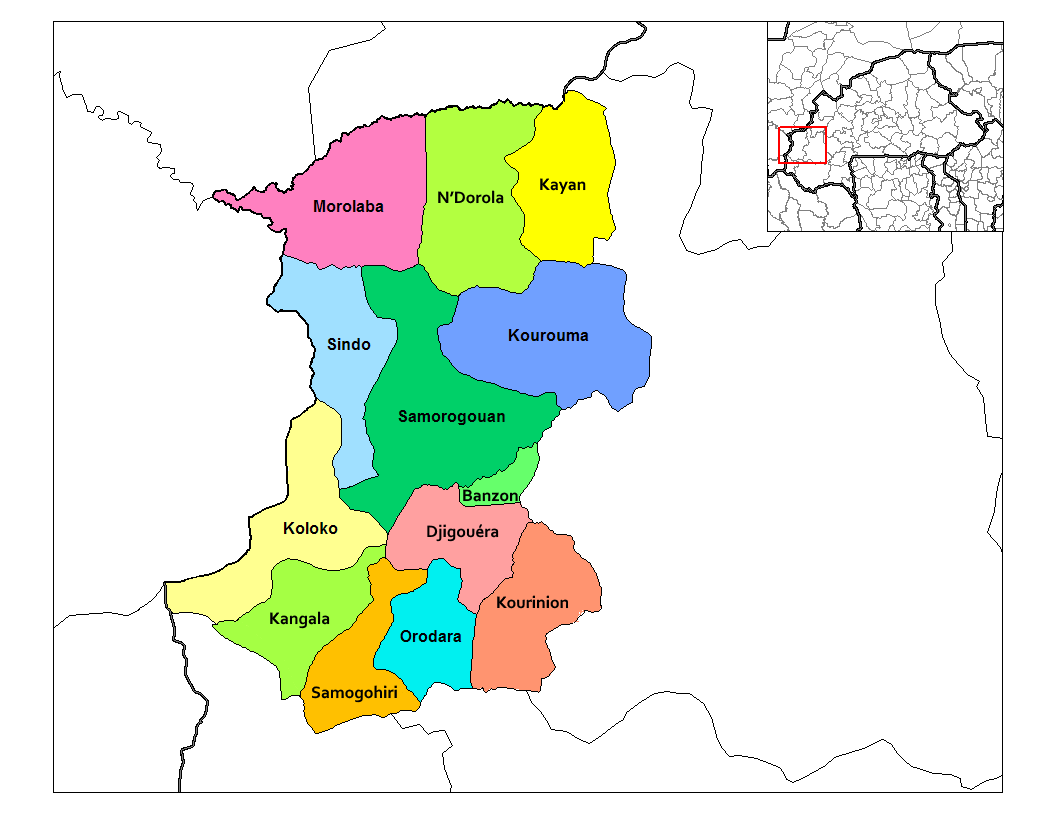
Departamentos ou comunas da província do Kénédougou.

(capital provincial e regional)
3. Dandé (rur.)
4. Faramana (rur.)
5. Fô (rur.)
6. Karangasso-Sambla (rur.)
7. Karangasso-Vigué (rur.)
8. Koundougou (rur.)
9. Léna (rur.)
10. Padéma (rur.)
11. Péni (rur.)
12. Satiri (rur.)
13. Toussiana (rur.)

Província do Kénédougou
1. Banzon (rur.)
2. Djigouéra (rur.)
3. Kangala (rur.)
4. Kayan (rur.)
5. Koloko (rur.)
6. Kourinion (rur.)
7. Kourouma (rur.)
8. Morolaba (rur.)
9. N′Dorola (rur.)
10. Orodara (urb.)
(capital provincial)
11. Samogohiri (rur.)
12. Samorogouan (rur.)
13. Sindo (rur.)

Província do Tuy
1. Békuy (rur.)
2. Béréba (rur.)
3. Boni (rur.)
4. Founzan (rur.)
5. Houndé (urb.)
(capital provincial)
6. Koti (rur.)
7. Koumbia (rur.)

### Regiaõ daBoucle du Mouhoun

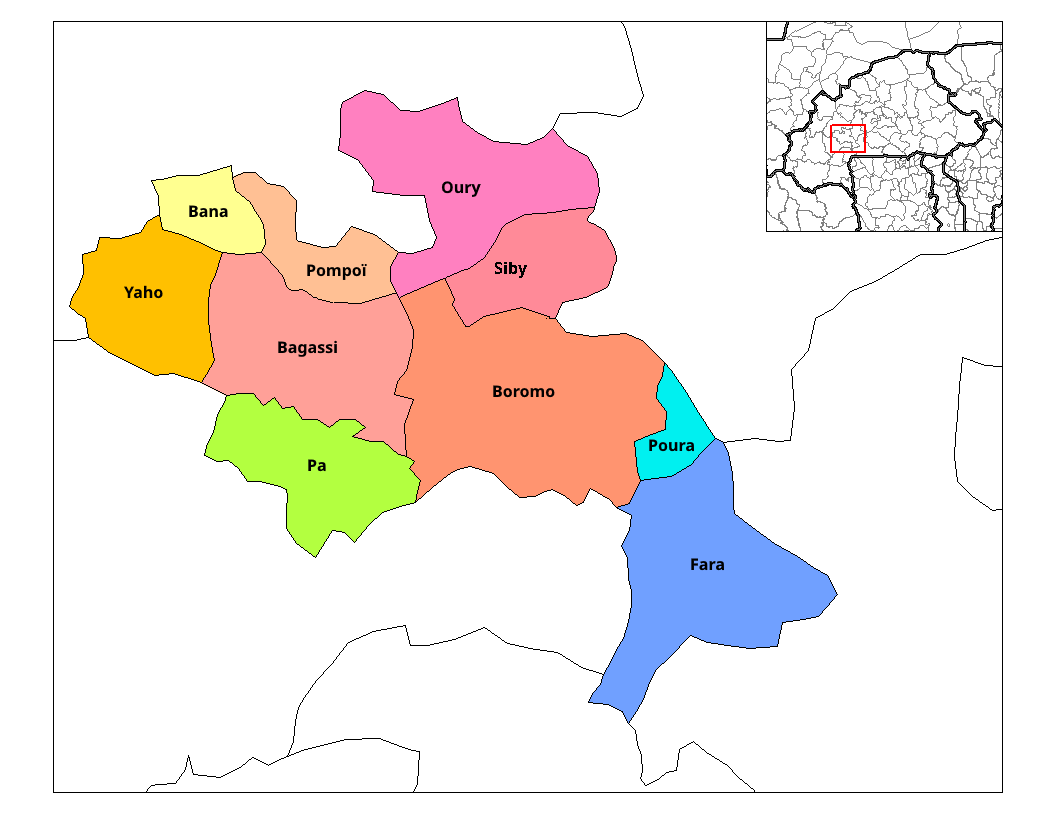
Departamentos ou comunas da província dos Balé.

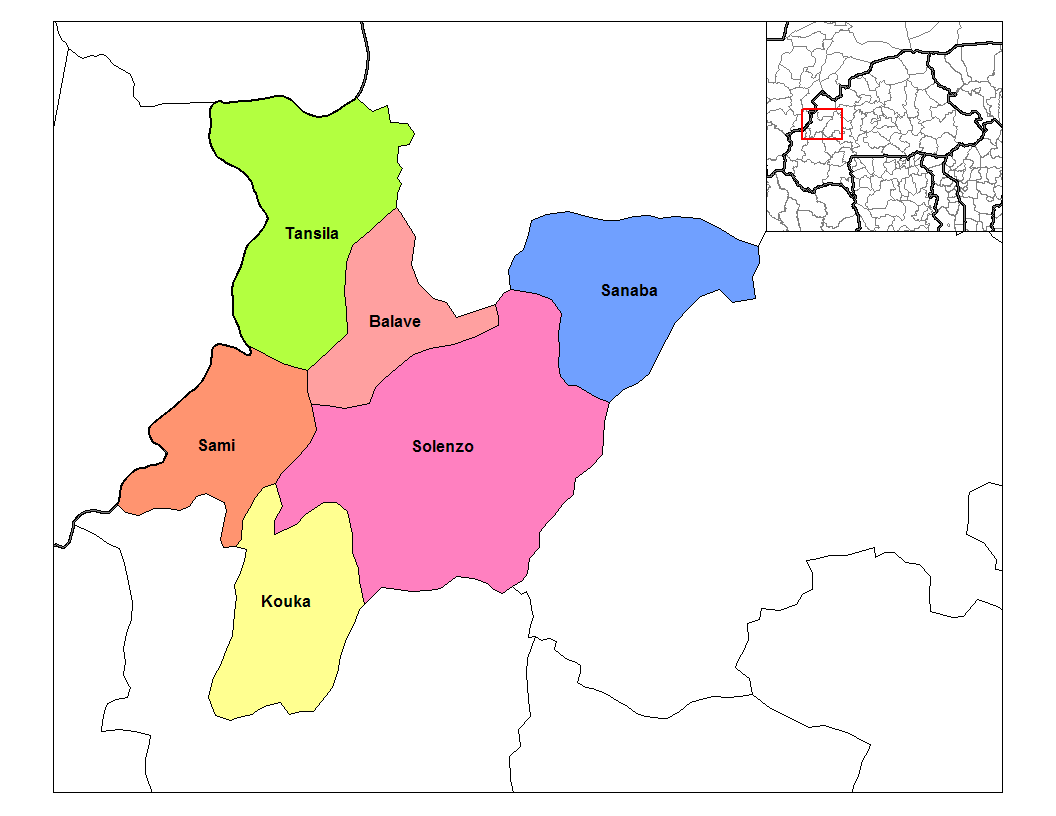
Departamentos ou comunas da província dos Banwa.

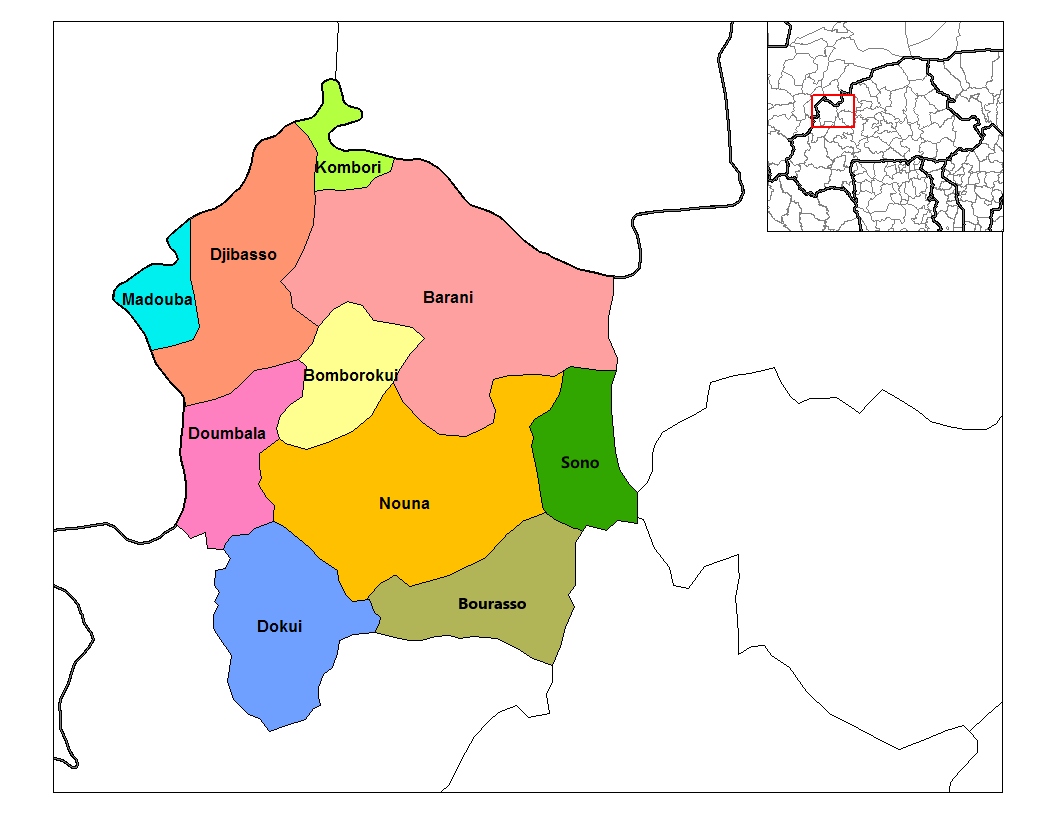
Departamentos ou comunas da província da Kossi.

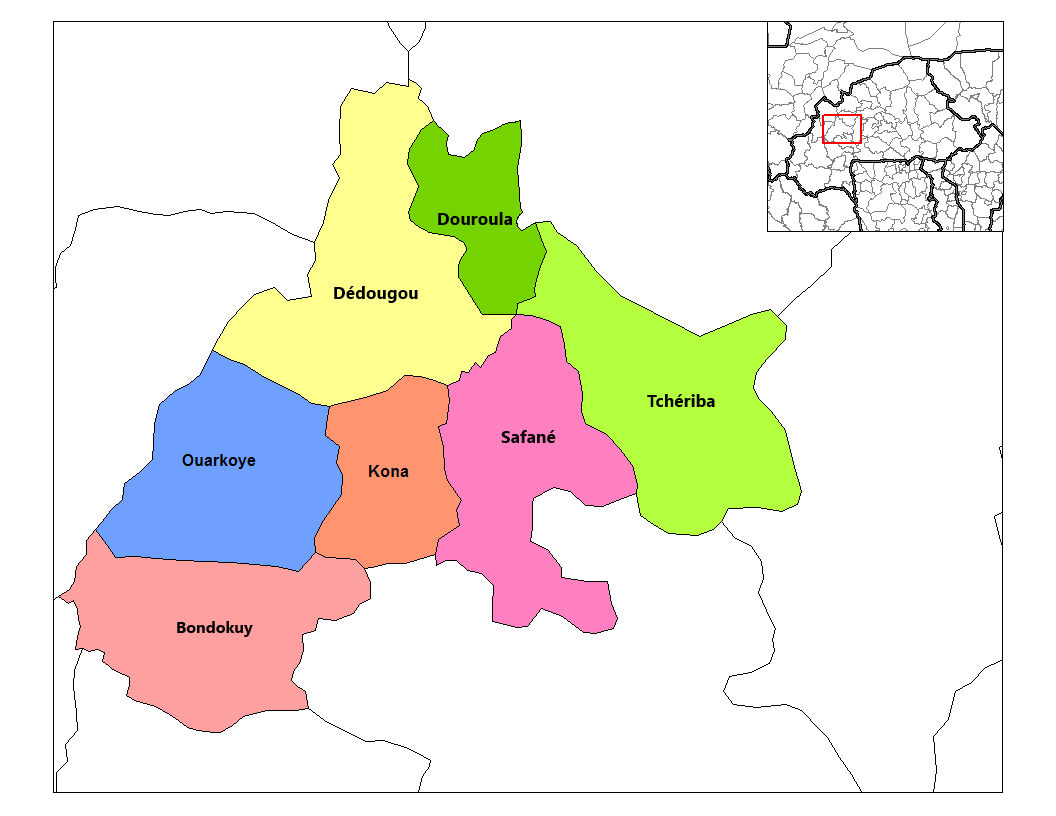
Departamentos ou comunas da província do Mouhoun.

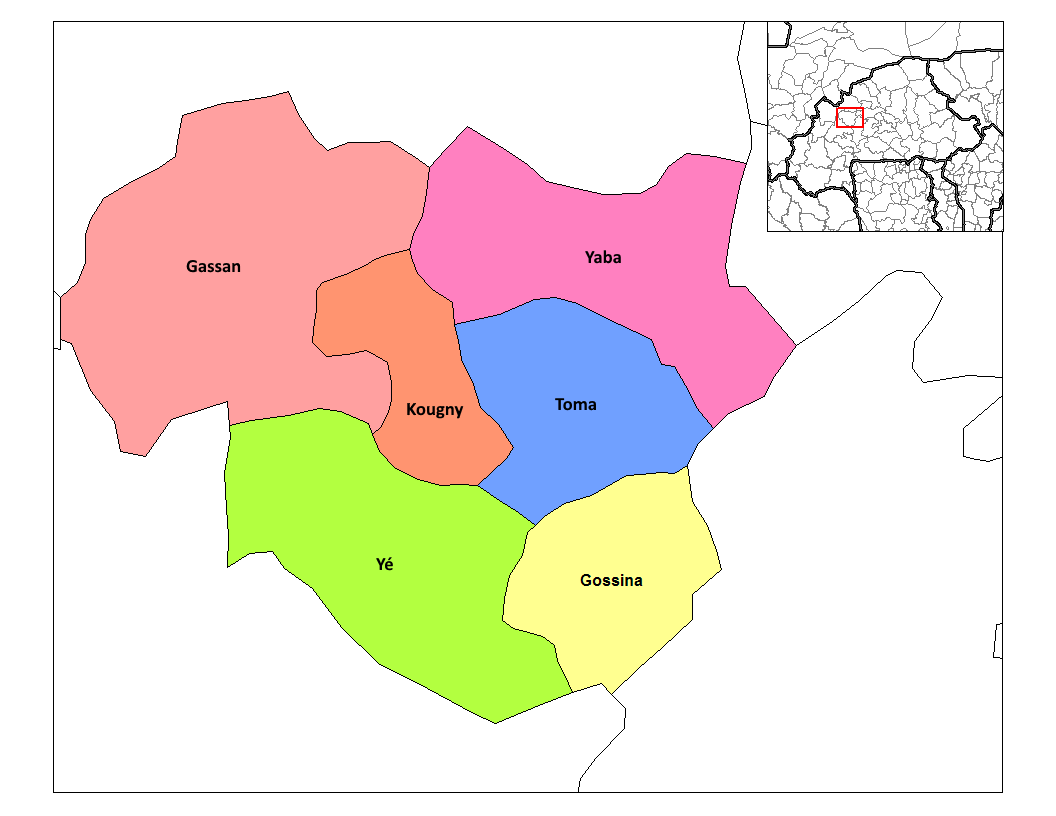
Departamentos ou comunas da província do Nayala.

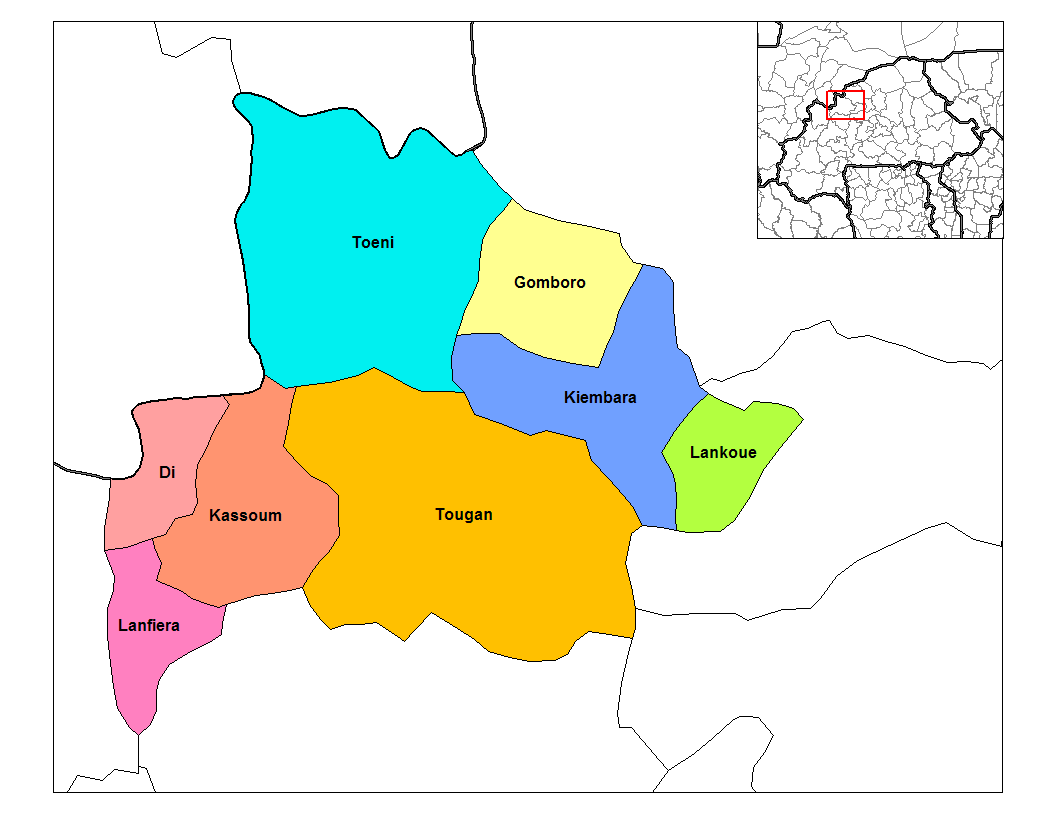
Departamentos ou comunas da província do Sourou.

Província dos Balé
1. Bagassi (rur.)
2. Bana (rur.)
3. Boromo (urb.)
(capital provincial)
4. Fara (rur.)
5. Oury (rur.)
6. Pâ (rur.)
7. Pompoï (rur.)
8. Poura (rur.)
9. Siby (rur.)
10. Yaho (rur.)

Província dos Banwa
1. Balavé (rur.)
2. Kouka (rur.)
3. Sami (rur.)
4. Sanaba (rur.)
5. Solenzo (urb.)
(capital provincial)
6. Tansila (rur.)

Província da Kossi
1. Barani (rur.)
2. Bomborokuy (rur.)
3. Bourasso (rur.)
4. Djibasso (rur.)
5. Dokuy (rur.)
6. Doumbala (rur.)
7. Kombori (rur.)
8. Madouba (rur.)
9. Nouna (urb.)
(capital provincial)
10. Sono (rur.)

Província do Mouhoun
1. Bondokuy (rur.)
2. Dédougou (urb.)
(capital provincial e regional)
3. Douroula (rur.)
4. Kona (rur.)
5. Ouarkoye (rur.)
6. Safané (rur.)
7. Tchériba (rur.)

Província do Nayala
1. Gassam (rur.)
2. Gossina (rur.)
3. Kougny (rur.)
4. Toma (urb.)
(capital provincial)
5. Yaba (rur.)
6. Yé (rur.)

Província do Sourou
1. Di (rur.)
2. Gomboro (rur.)
3. Kiembara (rur.)
4. Lanfièra (rur.)
5. Lankoué (rur.)
6. Toéni (rur.)
7. Tougan (urb.)
(capital provincial)

### Regiaõ dasCascatas

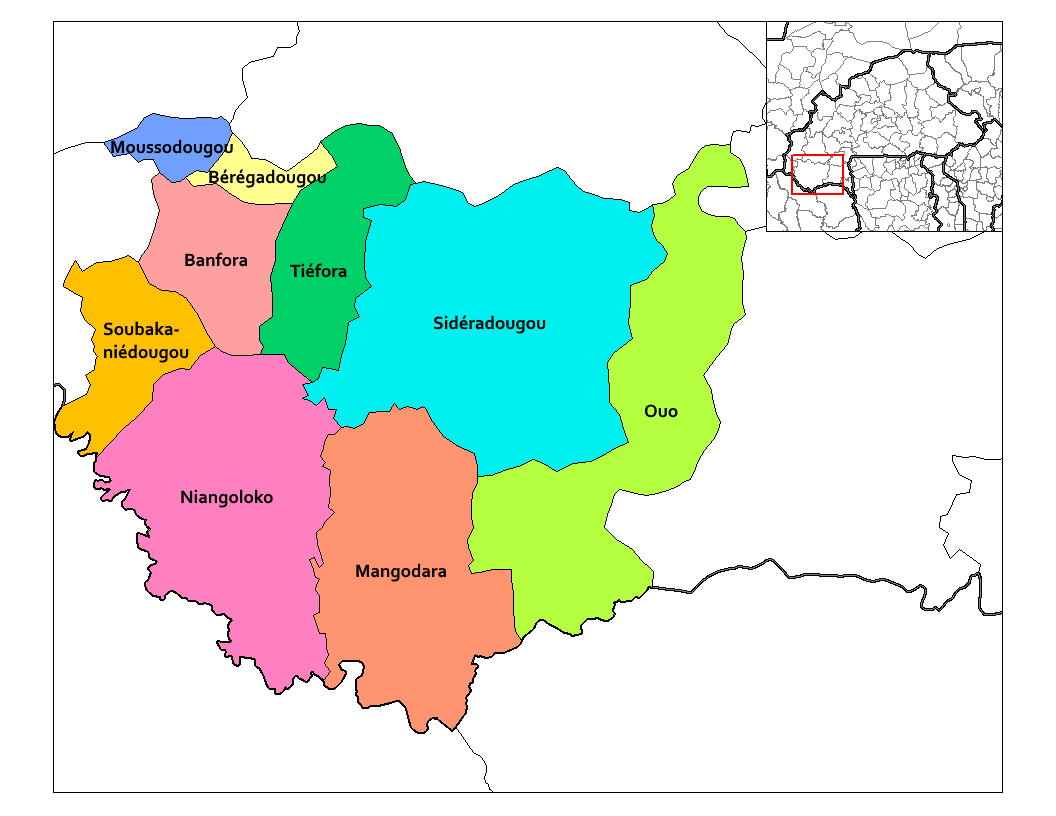
Departamentos ou comunas da província da Comoé.

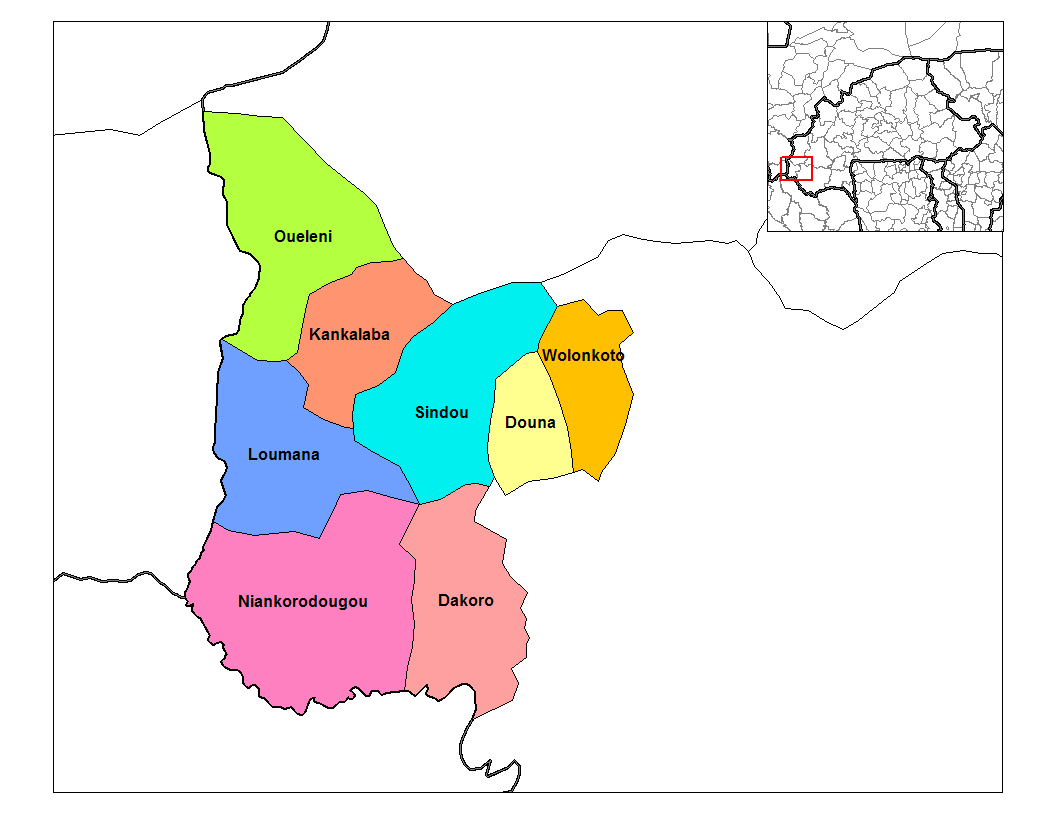
Departamentos ou comunas da província da Léraba.

Província da Comoé
1. Banfora (urb.)
(capital provincial e regional)
2. Bérégadougou (rur.)
3. Mangodara (rur.)
4. Moussodougou (rur.)
5. Niangoloko (urb.)
6. Ouo (rur.)
7. Sidéradougou (rur.)
8. Soubakaniédougou (rur.)
9. Tiéfora (rur.)

Província da Léraba (regiaõ das Cascatas)
1. Dakoro (rur.)
2. Douna (rur.)
3. Kankalaba (rur.)
4. Loumana (rur.)
5. Niankorodougou (rur.)
6. Ouéléni (rur.)
7. Sindou (urb.)
(capital provincial)
8. Wolonkoto (rur.)

### Região doSul-Oeste

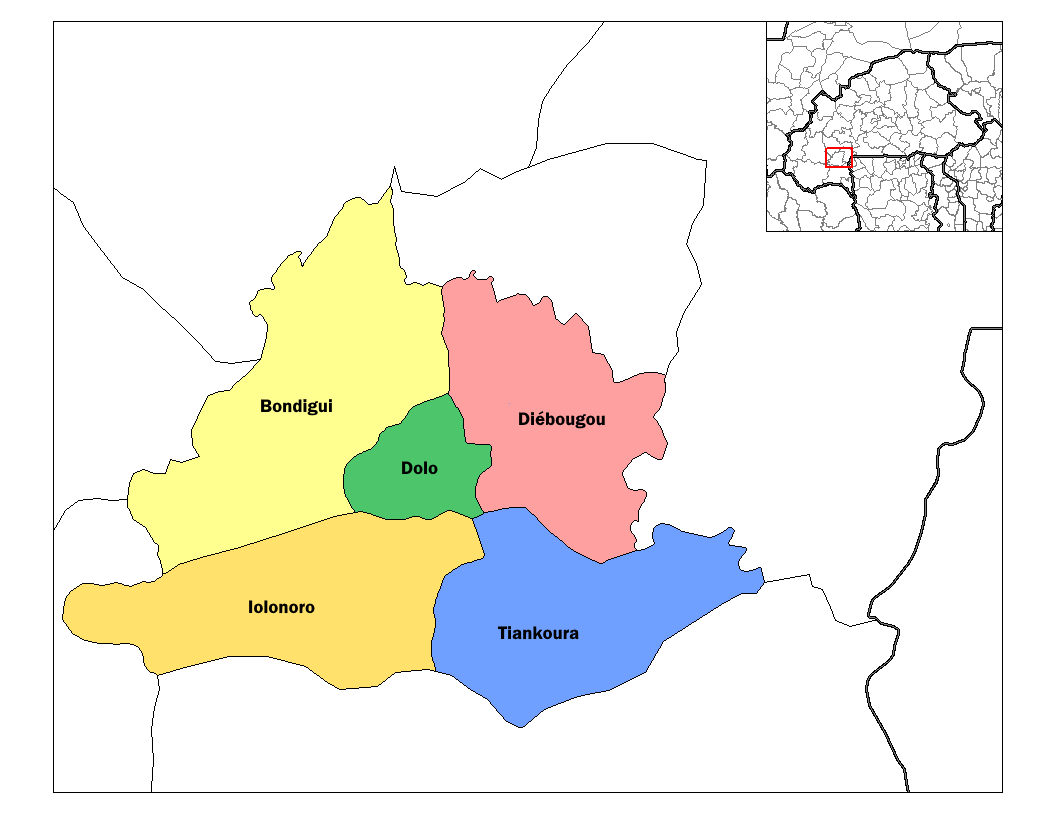
Departamentos ou comunas da província da Bougouriba.

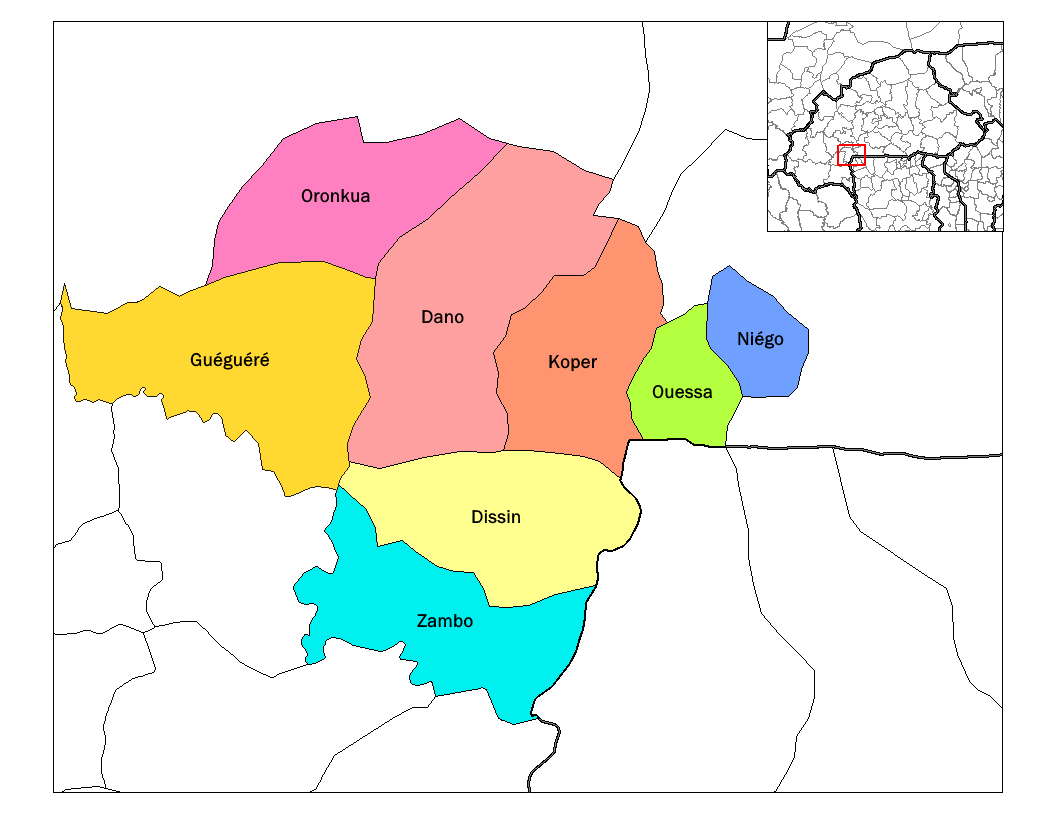
Departamentos ou comunas da província do Ioba.

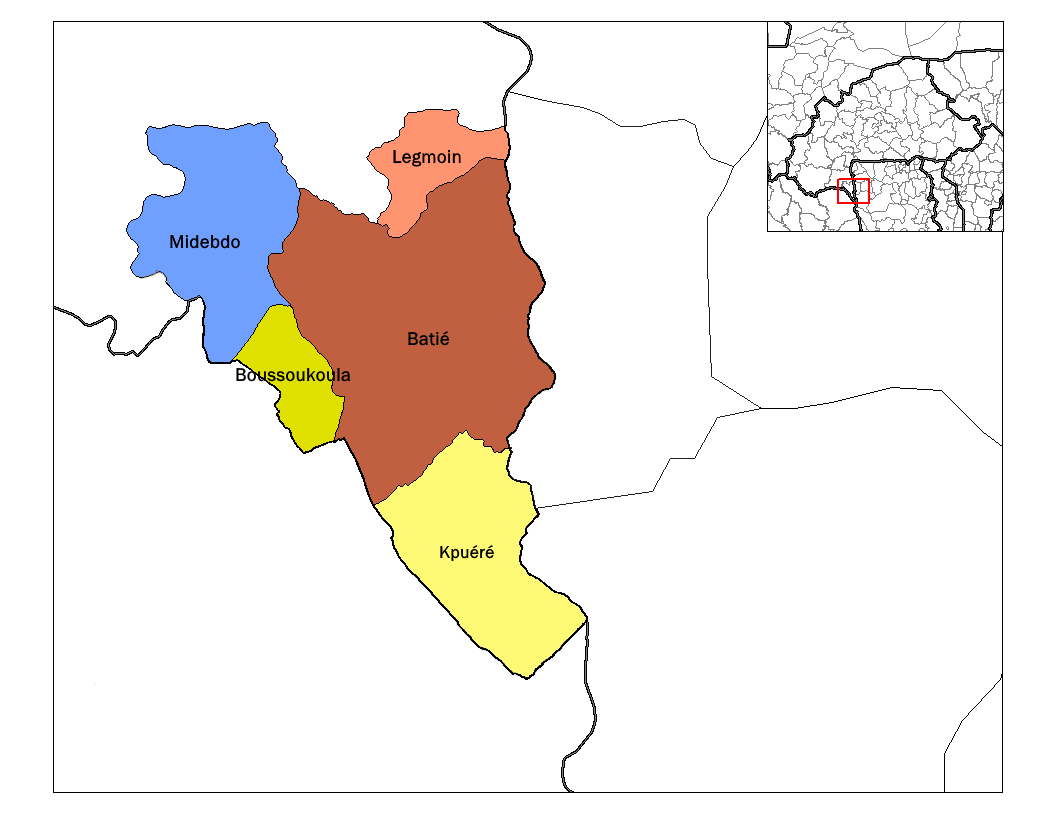
Departamentos ou comunas da província do Noumbiel.

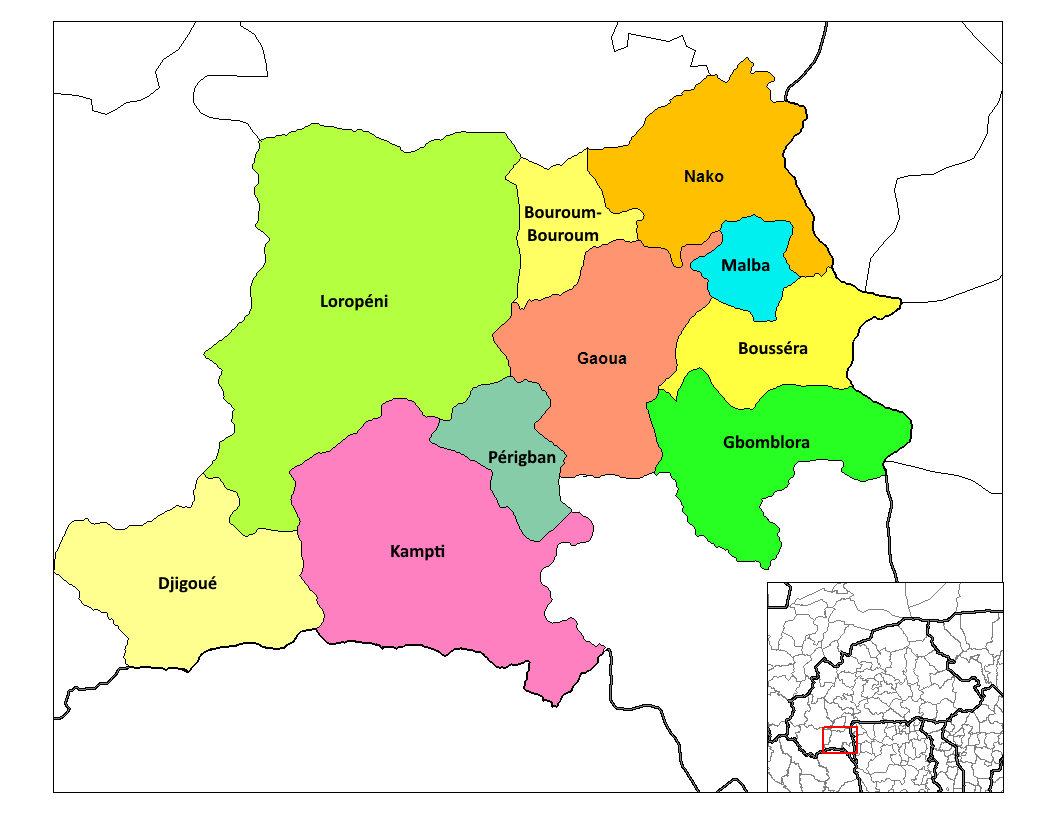
Departamentos ou comunas da província do Poni.

Província da Bougouriba
1. Bondigui (rur.)
2. Diébougou (urb.)
(capital provincial)
3. Dolo (rur.)
4. Iolonioro (rur.)
5. Tiankoura (rur.)

Província do Ioba
1. Dano (urb.)
(capital provincial)
2. Dissin (rur.)
3. Guéguéré (rur.)
4. Koper (rur.)
5. Niego (rur.)
6. Oronkua (rur.)
7. Ouessa (rur.)
8. Zambo (rur.)

Província do Noumbiel
1. Batié (urb.)
(capital provincial)
2. Boussoukoula (rur.)
3. Kpéré (rur.)
4. Legmoin (rur.)
5. Midebdo (rur.)

Província do Poni
1. Bouroum-Bouroum (rur.)
2. Bousséra (rur.)
3. Djigoué (rur.)
4. Gaoua (urb.)
(capital provincial e regional)
5. Gbomblora (rur.)
6. Kampti (rur.)
7. Loropéni (rur.)
8. Malba (rur.)
9. Nako (rur.)
10. Périgban (rur.)